# Chemische Waffe

Warnzeichen der US-amerikanischen Streitkräfte für chemische Waffen

Chemische Waffen (auch Chemiewaffen) sind toxisch wirkende feste, flüssige oder (als Giftgas) gasförmige Substanzen oder Gemische, die – in Verbindung mit der notwendigen Waffentechnik zur Ausbringung (Geschosse, Sprühvorrichtungen) – ursprünglich hergestellt wurden, um Menschen in kriegerischen Auseinandersetzungen sowie bei Terror- und Sabotageakten zeitweilig kampf- bzw. handlungsunfähig zu machen oder zu töten. In der 1997 in Kraft getretenen Chemiewaffenkonvention wird die Verwendung auf jede Chemikalie in Waffen erweitert, deren toxische Eigenschaften Menschen oder Tieren zeitweiligen oder permanenten Schaden zufügen, und auch die zu ihrer Produktion verwendeten Vorgängerstoffe werden, sofern sie nicht für eine andere Form der Weiterverarbeitung vorgesehen sind, zu den chemischen Waffen gezählt. Im erweiterten Sinn werden auch Brand- (Napalm), Nebel- und Rauchstoffe sowie Entlaubungsmittel (Herbizide) und Nesselstoffe zu den chemischen Waffen gerechnet. Chemische Waffen gehören zu den Massenvernichtungswaffen sowie zu den CBRN-Waffen.

## Geschichte
Bereits im Peloponnesischen Krieg 431 bis 404 v. Chr. setzten die Spartaner Brandkörper ein, die hohe Luftkonzentrationen von Schwefeldioxid verursachten. Bei der Eroberung von Dura Europos setzten die Sassaniden 256 n. Chr. gegen die Römer auch Naphtha ein. In der Schlacht bei Liegnitz (1241) wurden die christlichen Ritter von den Mongolen durch „dampfausstoßende Kriegsmaschinen“ in Schrecken versetzt.
Die ersten modernen chemischen Waffen sind im Ersten Weltkrieg eingesetzt worden. Es handelte sich um unmittelbar einsatzbereite unitäre Kampfstoffe, die zunächst auf Substanzen basierten, die bereits in der chemischen Industrie verwendet wurden, also in ausreichend großen Mengen vorhanden waren; das waren Gase wie Chlor, Phosgen, Cyanwasserstoff (Blausäure) oder Arsin. Diese hatten jedoch zwei große Nachteile: Zum einen waren sie durch wechselnde Windrichtungen unberechenbar (so konnte eine Gaswolke auf die eigene Stellung zurückgeweht werden), und andererseits verflüchtigte sich das Gas relativ schnell. Daher sind die meisten späteren chemischen Kampfstoffe Flüssigkeiten, die als Aerosole versprüht werden. Das hat zur Folge, dass die Substanzen an Boden, Kleidung, Haut und Gasmasken klebenbleiben und auch in die Filter eindringen können. Deshalb ist die Verweildauer viel länger als bei Gas.
Das Hauptziel der neueren Kampfstoffe ist nicht allein die Lunge, sondern auch die Haut. Ein solcher Kampfstoff diffundiert durch die Haut hindurch in die Blutbahn und wird so schnell im ganzen Organismus verteilt. Daher stellen nur Ganzkörperschutzanzüge einen ausreichenden Schutz gegen Kampfstoffe dar. Ein bekannter und wichtiger Kampfstoff dieser Gruppe ist Schwefellost, auch bekannt unter dem Namen Senfgas.
Dass bereits 21 Jahre vor dem Ersten Weltkrieg die Entwicklung von Chemiewaffen politisch relevant war, zeigt ein Artikel der Times von 1893, in dem das War Office Explosives Committee die Unmöglichkeit thematisierte, Tests der neuen Waffen geheim zu halten:
„Die Experimente müssen teilweise in den eigenen Labors durchgeführt werden, die an öffentliche Einrichtungen angegliedert sind, an deren Angestellte kein offizieller Anspruch auf Geheimhaltung gestellt werden kann; teilweise im Gebäude des War Department Chemical Establishments, wo Angestellte verschiedenster Grade arbeiten und wo laufend Beamte aller Art vorbeischauen, sowie Privatpersonen; gleichzeitig muss die Einrichtung ihre praktischen Experimente im Freien auf dem Gelände des Waffenlagers ausführen, wozu die Zeitungsreporter und ihre Agenten freien Zugang haben.“

### Erster Weltkrieg

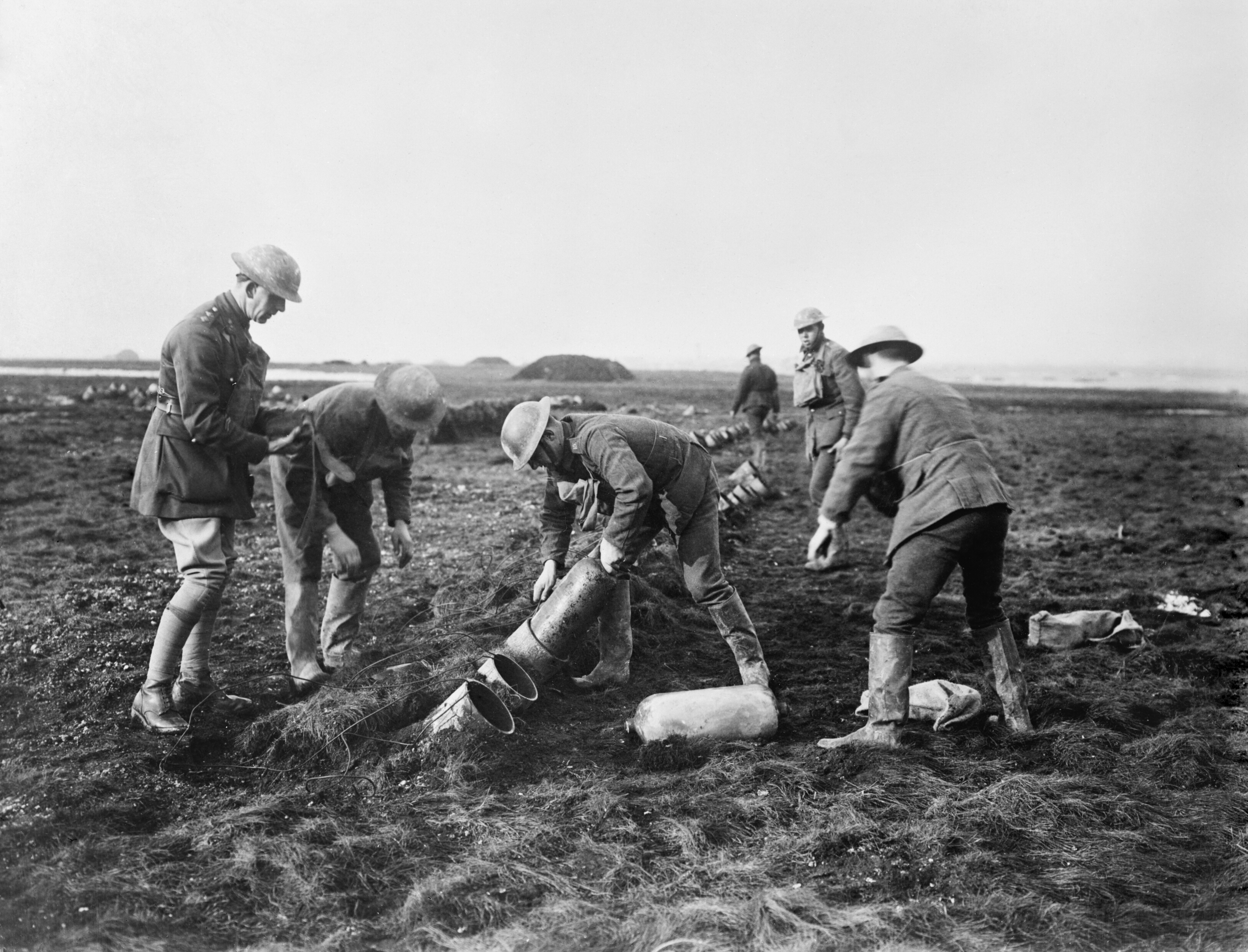
Livens-Gasgranatwerfer werden geladen

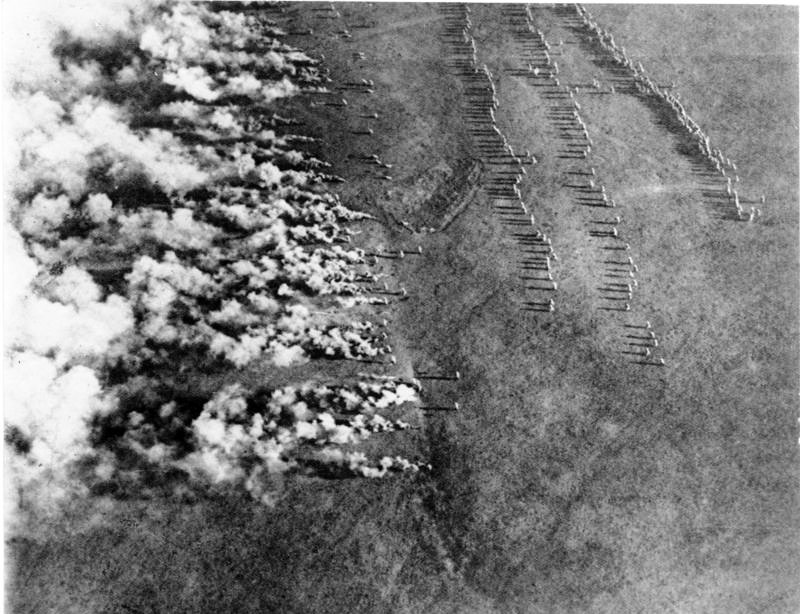
Luftaufnahme eines deutschen Blasangriffs (1916)

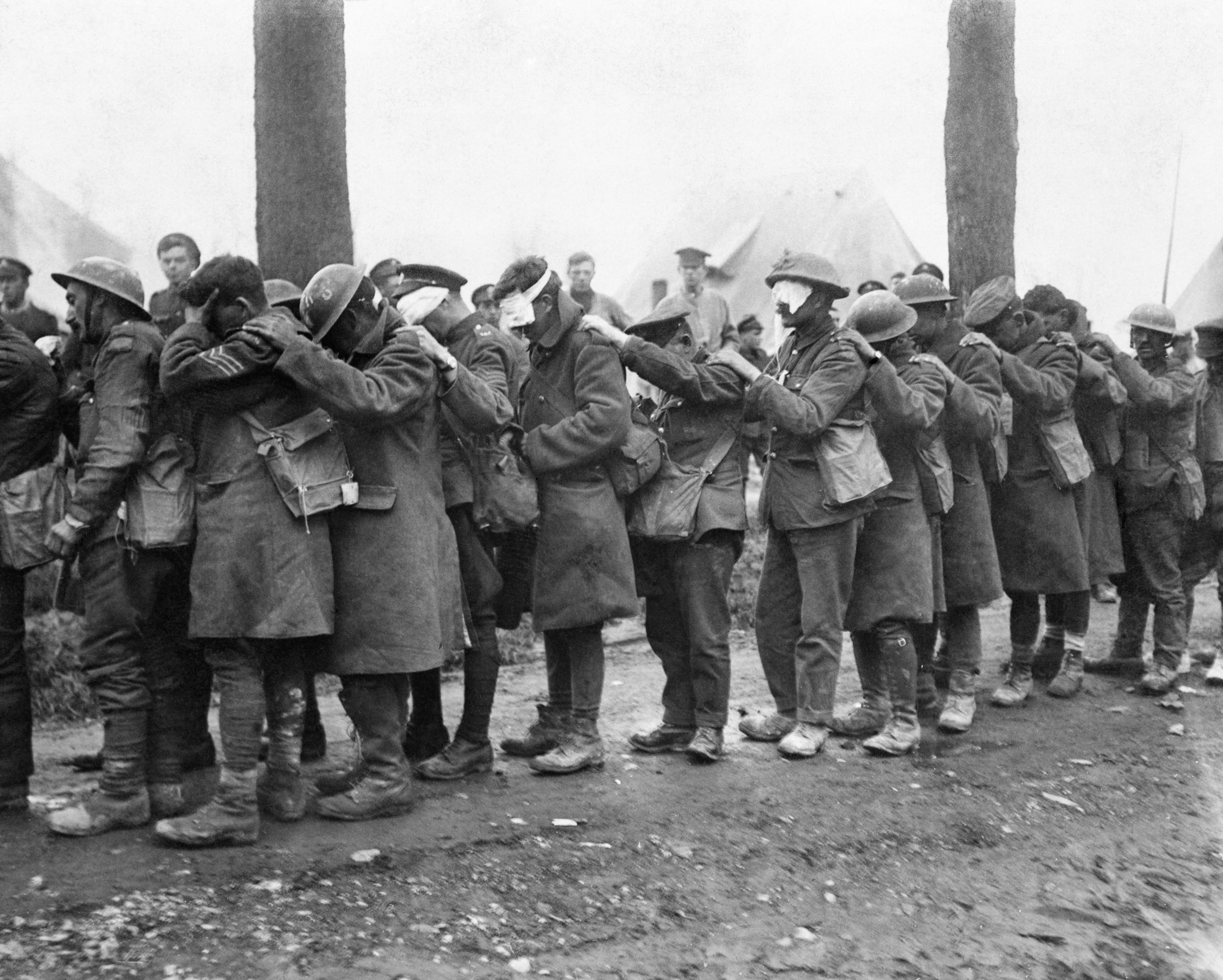
Durch Giftgas geblendete britische Soldaten warten auf die Behandlung

Im Ersten Weltkrieg kam es zum ersten Einsatz von chemischen Kampfstoffen im August 1914 durch französische Truppen, die Xylylbromid – ein für die Pariser Polizei entwickeltes Tränengas – gegen deutsche Truppen einsetzten. Erste Versuche beider Seiten mit Stoffen wie Bromessigsäureethylester (durch Frankreich im März 1915) und o-Dianisidinchlorsulfonat, einem feinkristallinen Pulver, das Schleimhäute der Augen und Nase reizte (durch Deutschland am 27. Oktober 1914 bei Neuve-Chapelle), verliefen nicht zufriedenstellend, da die Stoffe sich beim Abschuss durch die entstehende Hitze zersetzten.
In großem Umfang setzte zuerst das deutsche Heer Kampfgase ein, als Ende Januar 1915 an der Ostfront bei Bolimów in Polen bei einer Offensive der 9. Armee mit Xylylbromid gefüllte Geschosse gegen russische Truppen abgefeuert wurden. 18.000 Gasgranaten waren bereitgestellt worden, deren Wirkung aber durch Kälte und Schnee nahezu aufgehoben wurde. Ungleich bekannter wurde jedoch der erste wirkungsvolle Einsatz von chemischen Waffen an der Westfront vom 22. April 1915 in der Zweiten Flandernschlacht bei Ypern. Das deutsche XV. Armee-Korps unter General der Infanterie von Deimling ließ 150 Tonnen Chlorgas nach dem so genannten Haberschen Blasverfahren aus Flaschen entweichen. Eingeatmetes Chlorgas führt zu einem lebensbedrohlichen toxischen Lungenödem. Da Chlor schwerer als Luft ist, sank das Gas in die französischen Schützengräben und forderte dort angeblich rund 5000 Tote und 10.000 Verletzte; heute geht man von 1.200 Toten und 3.000 Verwundeten aus.
Frankreich setzte als erste der kriegführenden Nationen am 22. Februar 1916 Phosgen (COCl2) in Reinform ein, nachdem deutsche Gastruppen eine Mischung aus Chlorgas mit einem etwa fünfprozentigen Zusatz von Phosgen bereits Ende Mai 1915 an der Ostfront in Bolimów an der Bzura gegen russische Truppen sowie an der Westfront am 31. Mai 1915 bei Ypern gegen französische Truppen verwendet hatten. Phosgen wird der größte Anteil an allen Gasverletzten zugeschrieben. Später wurden die Kampfstoffe mittels Giftgasgranaten verschossen, bei denen durch farbige Kreuze (Blaukreuz, Gelbkreuz, Grünkreuz und Weißkreuz) erkennbar war, welche Art von Kampfstoff sie enthielten.
An der Westfront wurde verstärkt „Gelbkreuz“ eingesetzt, das für Hautkampfstoffe stand.

#### Buntschießen
Während des Ersten Weltkrieges wurden Kampfstoffe in der Spätphase häufig kombiniert eingesetzt. Stark reizend wirkende Kampfstoffe in Aerosol- oder Pulverform wie Blaukreuz konnten die Filter der Gasmasken durchdringen und zwangen die Träger, die Gasmaske abzunehmen. Gleichzeitig mit diesen Maskenbrechern wurden lungenschädigende Kampfstoffe wie Grünkreuz eingesetzt. Der kombinierte Einsatz verschiedener Kampfstoffe zu diesem Zweck wurde als „Buntschießen“ oder „Buntkreuz“ bezeichnet.
Bei der Offensive deutscher und österreichisch-ungarischer Verbände im Raum Flitsch-Tolmein (Schlacht von Karfreit oder auch Zwölfte Isonzoschlacht) am 24. Oktober 1917 wurde der Angriff durch „Buntschießen“ von Gasbatterien vorbereitet. Die italienischen Soldaten verfügten nur über ungenügende oder gar keine Schutzbekleidung – in diesem Abschnitt starben durch den Gasangriff über 5.000 Italiener. Die angreifenden Verbände hatten es dadurch erheblich leichter, den Durchbruch durch die italienische Front zu erreichen. Auch die psychische Wirkung auf die Italiener war verheerend. Sehr viele Soldaten ergaben sich den Angreifern, die Kampfmoral sank drastisch. Die italienische Front musste bis an den Piave zurückgenommen werden; zur Verstärkung wurden französische und britische Verbände an diese Front verlegt. Die Italiener konnten die Lage nach einer Reorganisation später selbst wieder stabilisieren. Im Juni 1918 versuchte Österreich-Ungarn in einer letzten Offensive, den Piave zu überschreiten. Der Angriff war jedoch nicht erfolgreich, da zum einen die Italiener besser gegen Gasangriffe gerüstet waren und zum anderen ein Teil der chemischen Waffen zu lange gelagert worden war und damit seine Wirksamkeit verloren hatte.
Ein weiterer militärisch erfolgreicher Fall von Buntschießen, wie von Oberst Georg Bruchmüller erfunden, erfolgte bei der Deutschen Frühjahrsoffensive vom 21. März bis 17. Juli 1918 an der Westfront in Nordfrankreich. Dabei lag das Augenmerk nicht auf einer langen Artillerievorbereitung und einem schwerfälligen Angriff auf breiter Front, sondern auf einem kurzen, aber zusätzlich durch gemischten Einsatz von Gasgranaten effektiven Artillerieschlag. Danach sollten die sogenannten Sturmbataillone nachrücken und verbliebene Widerstandsnester ausräumen. Der gemischte Gaseinsatz lähmte dabei die Widerstandskraft des Gegners entscheidend.

#### Bewertung von chemischen Kampfstoffen als Kriegswaffe
Chemische Kampfstoffe werden heute allgemein als die schrecklichsten Waffen des Ersten Weltkrieges angesehen. Sie verursachten kurzzeitig große Ausfälle, wobei allerdings im Vergleich zu anderen damaligen Waffen die Todesraten sehr gering waren. Trotz der teilweise qualvollen Verletzungen waren die Heilungschancen besser als im Vergleich zu Verwundungen durch Schussverletzungen oder Artillerie; abgesehen von den Spätfolgen wie zum Beispiel Hautkrebs im Falle von S-Lost, die zum Teil erst nach Jahrzehnten eintraten.
Chemische Waffen verursachten im Ersten Weltkrieg auf beiden Seiten insgesamt etwa 90.000 Tote und 1,2 Millionen Verwundete, wobei aufgrund mangelhafter Schutzausrüstung allein auf Russland mehr als die Hälfte dieser Toten entfiel. An der Westfront hatten die Alliierten etwa doppelt so hohe Verluste wie die Deutschen. Deutschland und Österreich-Ungarn rüsteten ihre Soldaten mit wirksameren Gasmasken aus und konnten so höhere Verluste bei Gasangriffen vermeiden.
Aufgrund der verhältnismäßig niedrigen Todesrate (ca. 90.000 Tote; manche Historiker nehmen an, dass insgesamt nur 18.000 Mann an der Westfront durch Gasangriffe starben) und der teilweise unkalkulierbaren Wirkung infolge von nicht vorhersehbaren Faktoren wie bspw. wechselnde Windrichtungen gilt Giftgas im Ersten Weltkrieg als eine wenig effektive Waffe.
Der Giftgaseinsatz gegen die gegnerische Artillerie trug in der zwölften Isonzoschlacht und während der Deutschen Frühjahrsoffensive erheblich zum anfänglichen Erfolg bei. Als der Stellungskrieg nach dem Durchbruch durch die gegnerischen Linien in einen Bewegungskrieg überging wurde der Gaseinsatz allerdings wirkungslos.

### Zwischen den Weltkriegen (1918 bis 1939)

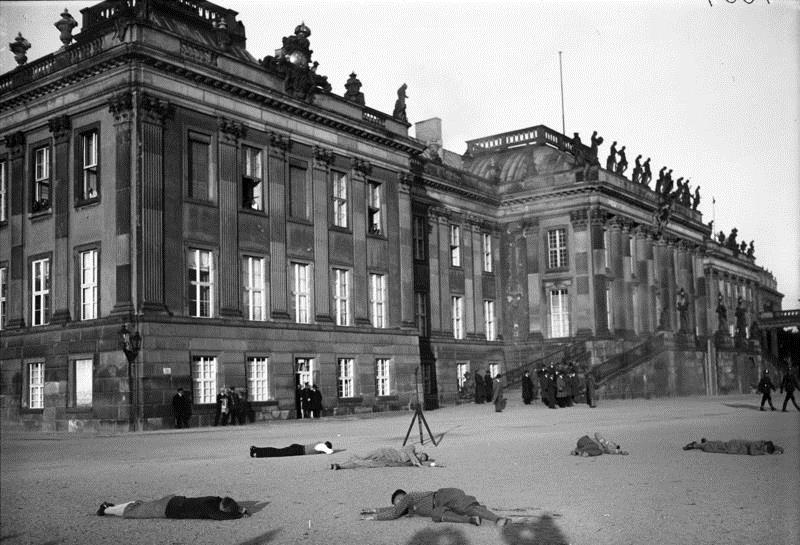
Gasschutzübung 1926 in Potsdam

Im Ersten Weltkrieg hatte die Flugzeugtechnik deutliche Fortschritte gemacht: Reichweite, Zuverlässigkeit, Geschwindigkeit und maximale Zuladung hatten stark zugenommen. Auch hatten alle Seiten die Nützlichkeit von Aufklärungsflugzeugen erkannt.
Ab 1919 wurde das Konzept der kolonialen Herrschaft und Kontrolle aus der Luft von Winston Churchill erstmals umgesetzt. Die Royal Air Force sollte dabei die Kontrolle über die Kolonien im Nahen Osten übernehmen und ausführen. Neben konventionellen Waffen wurden dabei auch Giftgaseinsätze aus der Luft erwogen und von Churchill ausdrücklich gefordert. Aufgrund von technischen Problemen wurde Giftgas nur mit den bereits im Ersten Weltkrieg erprobten Methoden gegen die arabische Bevölkerung im Irak angewandt. Dabei kam es auch zu Giftgaseinsätzen gegen die Kurden in Sulaimaniyya im heutigen Irak.
Ein Verband der sowjetischen Armee, zusammengesetzt vorwiegend aus Einheiten der Tscheka, setzte während des Bauernaufstands von Tambow 1920/21 chemische Kampfstoffe zur Bekämpfung der aufständischen Bauern ein.
Im Rifkrieg in Nordmarokko setzte Spanien ab 1924 chemische Waffen gegen die aufständischen Rifkabylen, einen Berber-Stamm, ein. Dabei wurde Spanien von Frankreich und in einem Geheimvertrag von der deutschen Reichswehr unterstützt.
Ein weiteres Mal wurde Giftgas vom faschistischen Italien im Zweiten Italienisch-Libyschen Krieg sowie im Abessinienkrieg verwendet. Italien setzte Giftgasbomben in Äthiopien ein, nachdem die äthiopische Weihnachtsoffensive erfolgreich italienische Truppen zurückgedrängt und Versorgungslinien unterbrochen hatte. Die äthiopischen Truppen waren sehr schlecht ausgerüstet und viele Krieger kämpften noch mit Speeren. Die Krieger trugen traditionelle Kleidung und verfügten über keine Schutzausrüstung, so dass besonders das hautschädigende Senfgas zu hohen Verlusten führte. Laut sowjetischen Schätzungen kamen durch den Einsatz von Giftgas 15.000 bis 50.000 Äthiopier ums Leben.
Der deutschen Reichswehr waren die Entwicklung und der Besitz von chemischen Waffen durch den Versailler Vertrag verboten. Um das Verbot zu umgehen, kooperierte Deutschland ab 1923 mit der Sowjetunion (siehe: Vertrag von Rapallo) und erprobte auf dem Testgelände Tomka chemische Waffen. Eine Zusammenarbeit fand auch mit Spanien statt.
In den USA wurden Chemiewaffen zwischen den Weltkriegen weiterentwickelt. Zuständig dafür war neben der American Chemical Society (Institut für Chemie an der Northwestern University) eine Militärbehörde, die National Association for Chemical Defense. Deren Leiter H. Edmund Bullis empfahl 1928 sogar den Polizeibehörden den Einsatz dieser „höchst effektiven und zugleich humansten aller Waffen“, eben Chemiewaffen. In Cleveland und Chicago testeten Polizisten in dem Jahr „erfolgreich“ aus „genialen“ Füllfederhalter-großen oder aus normalen Pistolen abgefeuerte neuartige Gase, die „gezeigt haben, dass man drei oder vier Männer, die zusammen nicht weiter als fünf Meter entfernt stehen, mit einem einzigen Schuss nachhaltig ausschalten kann“. Auch Kneipen, die illegal Alkohol ausschenkten (Speakeasys), könne man mit Chemiewaffen „mindestens einen Monat lang unbewohnbar“ machen. Bullis setzte sich vehement gegen ein weltweites Verbot von chemischen Waffen im Krieg ein, mit der Begründung:
„Wir sollten uns nicht die Hände durch eine internationale Übereinkunft binden lassen, deren Einhaltung man nicht sicherstellen kann.“
Er nannte als Beispiel den Austritt toxischen Phosgengases aus einem Kesselwagen bei der Chemischen Fabrik Stoltzenberg in Hamburg. Das Deutsche Reich durfte eigentlich solche Giftgase gar nicht herstellen und lagern.
Die englische Öffentlichkeit diskutierte nach dem Ersten Weltkrieg über eine stärkere Zusammenlegung von ziviler und militärischer Forschung, wozu auch die Entwicklung neuer Chemiewaffen gehörte. „Die ganze Zukunft der chemischen Kriegführung hängt von der Farbstoffindustrie ab“, schrieb 1920 der Kriegskorrespondent der Londoner Times.

#### Genfer Protokoll

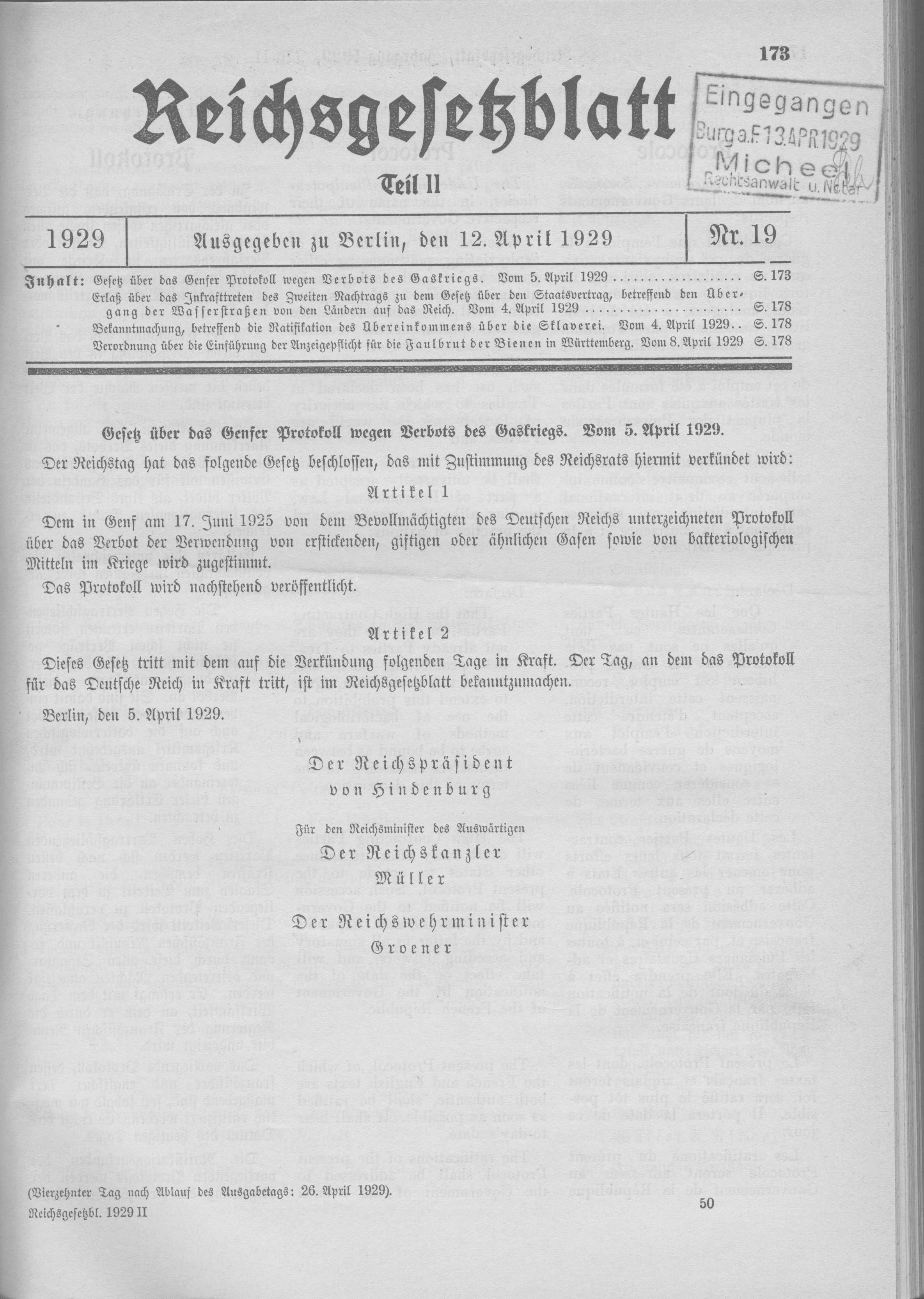
Gesetz über das Genfer Protokoll wegen Verbots des Gaskriegs (1929, Deutschland)

Die Verwendung von vergiftenden Waffen war schon vor dem Ersten Weltkrieg durch die Haager Landkriegsordnung geächtet, deren Formulierung bot jedoch ausreichend Spielraum zu verschiedenen Auslegungen, so dass der Einsatz von Giftgas nicht eindeutig verboten war. Angesichts der Gräuel im Ersten Weltkrieg wurde 1925 im Genfer Protokoll die Anwendung von Giftgasen und bakteriologischen Mitteln ausdrücklich verboten.
Die Ratifizierung erfolgte zögerlich:
1926: Frankreich, 1928: Italien, Sowjetunion (Erklärung),
1929: Deutschland, 1930: Großbritannien, 1970: Japan, 1975: USA.
Viele der Unterzeichnerstaaten behielten sich bestimmte Handlungen vor, namentlich
- den C-Waffeneinsatz gegen Nichtvertragsstaaten und
- Gegenangriffe, falls sie mit solchen Waffen angegriffen werden sollten (⇒ Abschreckung/Vergeltung)

Der Vertrag ist nur ein Verbot des Ersteinsatzes von B- und C-Waffen.

### Zweiter Weltkrieg

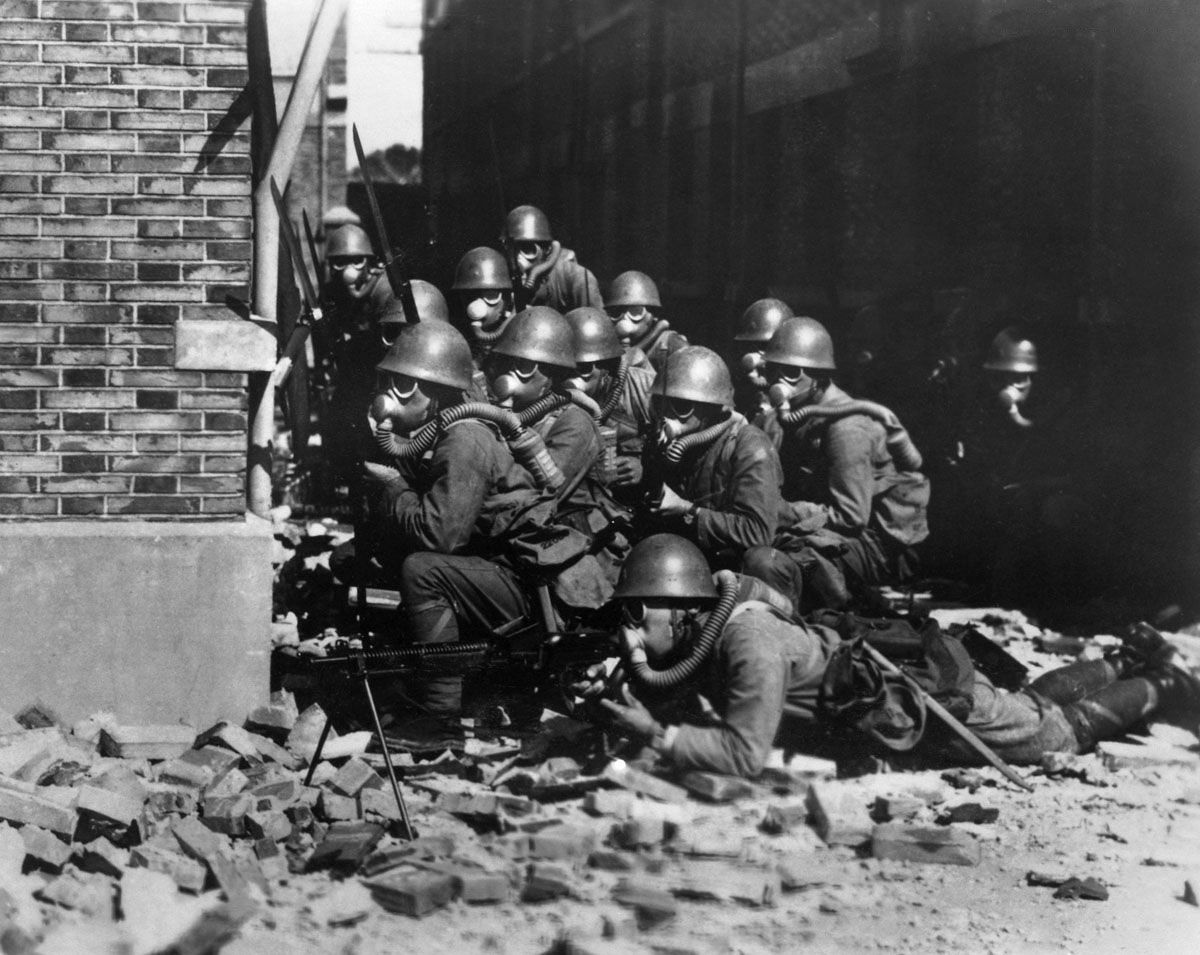
Kaiserlich Japanische Marineinfanterie mit Gasmasken während der Schlacht um Shanghai

Bereits 1935 erschien das Lehrbuch Schulversuche zur Chemie der Kampfstoffe: ein Experimentierbuch zum Gas- und Luftschutz in Berlin. Der Autor Kintoff leitet zu einfachen Versuchen an und erläutert die Funktion der Gasmaske.
Während des Zweiten Weltkrieges setzte das Kaiserreich Japan als einzige Nation chemische Waffen ein. Diese wurden zusammen mit biologischen Waffen in der Republik China gegen chinesische Truppen und auch zur gezielten Massentötung von Zivilisten eingesetzt.
Nach Erkenntnissen der Historiker Yoshiaki Yoshimi und Seiya Matsuno erhielt Okamura Yasuji vom Kaiser Hirohito die Erlaubnis, chemische Waffen während dieser Gefechte einzusetzen. Zum Beispiel ermächtigte der Kaiser den Einsatz von Giftgas während der Schlacht um Wuhan von August bis Oktober 1938 in 375 verschiedenen Einsätzen gegen die 1,1 Millionen chinesischen Soldaten, von denen 400.000 während der Schlacht starben. Artikel 23 der Haager Landkriegsordnung und Artikel 5 des Vertrages in Bezug auf die Nutzung von U-Booten und Schadgasen in der Kriegführung vom 6. Februar 1921 verurteilten jedoch bereits den Einsatz von Giftgas. Während der Schlacht um Changsha im Herbst 1939 setzte die Kaiserlich Japanische Armee ebenfalls große Mengen Giftgas gegen chinesische Positionen ein. Ein weiteres Beispiel ist die Schlacht von Yichang im Oktober 1941, in der das 19. Artillerieregiment die 13. Brigade der 11. Armee durch Beschuss der chinesischen Streitkräfte mit 1.000 gelben Gasgranaten und 1.500 roten Gasgranaten unterstützte. Das Gebiet war mit chinesischen Zivilisten, deren Evakuierung durch die japanische Armee untersagt wurde, überfüllt. Von den rund 3.000 chinesischen Soldaten in dem Gebiet waren 1.600 von der Wirkung des Gases erheblich betroffen.
Während der Schlacht um Changde im November und Dezember 1943 versuchten Truppen der Kaiserlich Japanischen Armee, darunter die Einheit 516, zusammen mit der Versprühung von biologischen Kampfstoffen von Flugzeugen aus, durch den massiven Einsatz von Giftgas, welches hauptsächlich mit Artilleriegranaten sowohl auf chinesische Stellungen im Umland als auch in die Stadt abgeschossen wurde, den Widerstand der Verteidiger zu brechen. Bei dem eingesetzten Gas handelte es sich neben anderen Arten zur Hauptsache höchstwahrscheinlich um Senfgas und Lewisit. Im Laufe der Schlacht starben 50.000 chinesische Soldaten und 300.000 Zivilisten. Wie viele davon durch die biologischen und chemischen Waffen gestorben sind, ist ungeklärt. Sowohl die Einsätze von biologischen als auch von chemischen Waffen durch die Kaiserlich Japanische Armee werden zu den japanischen Kriegsverbrechen gezählt.
Zu den zahllosen Menschenexperimenten der japanischen Armee, darunter der Einheit 731, gehörte auch das Testen von Giftgas an gefangenen chinesischen Zivilisten. Im Jahr 2004 entdeckten Yuki Tanaka und Yoshimi im australischen Nationalarchiv Dokumente, die belegen, dass Zyanidgas im November 1944 auf den Kai-Inseln (Indonesien) an australischen und niederländischen Kriegsgefangenen getestet wurde.
Das Verbot der Anwendung von vergiftenden, chemischen und biologischen Waffen wurde im Zweiten Weltkrieg zumindest auf dem europäischen Kriegsschauplatz weitgehend beachtet, obwohl nicht alle beteiligten Länder dem Protokoll beigetreten waren. Ein weiterer wichtiger Aspekt war auch die gegenseitige Abschreckung, vergleichbar mit der atomaren Abschreckung im Kalten Krieg: Hätte eine der kriegführenden Parteien Giftgas eingesetzt, wurde als Folge eine Bombardierung des eigenen Territoriums mit chemischen Waffen durch Gegner befürchtet. Für den Fall, dass Deutschland an der Ostfront Kampfstoffe einsetzen sollte, hatte der britische Premierminister Churchill bereits im Mai 1942 mit einem Großeinsatz von Kampfstoffen gedroht. Ein amerikanischer Plan vom April 1944 sah für den Fall des Kampfstoffeinsatzes durch Deutschland einen Vergeltungsangriff gegen 30 große deutsche Städte vor. Innerhalb von 14 Tagen sollten in diesem Fall die Städte mit einer Gesamtfläche von 217 km² angegriffen und über ihnen insgesamt 15.345 t Senfgas (Lost) und 21.176 t Phosgen abgeworfen werden. Wegen der extrem hohen Kampfstoffkonzentration in diesem Fall (168 Gramm je Quadratmeter) gingen Schätzungen von 5,6 Millionen unmittelbar durch den Einsatz Getöteten und weiteren 12 Millionen an den Folgen des Angriffs Gestorbenen und Verletzten aus.
Die Pläne wurden schließlich aufgeben, weil einerseits der befürchtete vorangehende Giftgas-Einsatz Deutschlands nie stattfand, andererseits aber auch aus der Erkenntnis heraus, dass der großflächige Einsatz von Giftgas zum Ausbruch von Seuchen unter den Überlebenden geführt hätte, was wiederum den vorrückenden alliierten Truppen gefährlich geworden wäre.

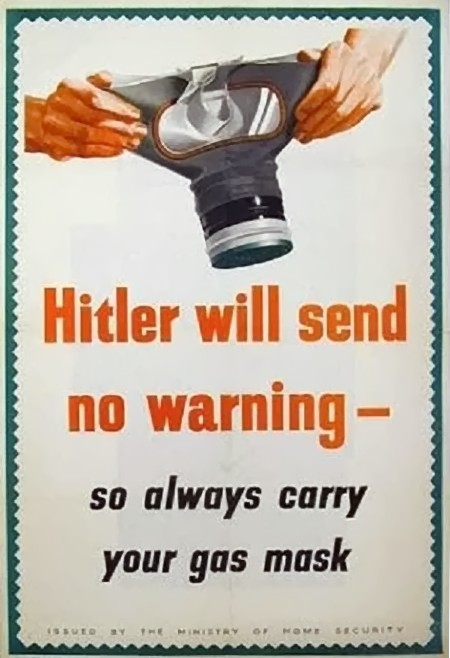
Ein britisches Plakat während des Zweiten Weltkrieges warnt vor möglichen Gasangriffen

An den europäischen Fronten sind während des ganzen Zweiten Weltkriegs nur vier Fälle bekannt geworden, in denen Menschen durch Kampfstoffe getötet oder verletzt wurden, dabei handelte es sich um einen gezielten Kampfstoffeinsatz sowie drei Unfälle:
- Vermutlich aufgrund der Entscheidung eines einzelnen Offiziers verwendeten polnische Truppen Lostbomben zur Sprengung einer Brücke und zur Verminung einer Straßensperre in der Nähe von Jasło. Dabei wurden am 8. September 1939 zwei deutsche Soldaten getötet und zwölf verwundet.[34]
- Am 11. September 1939 wurden drei deutsche Soldaten bei Ostrowiec (Polen) durch Gas verletzt, als sie einen auffälligen Behälter öffneten.
- Am 2. Dezember 1943 bombardierte die deutsche Luftwaffe den italienischen Hafen von Bari. Dabei wurde der unter anderem mit 100 t Stickstoff-Lost beladene US-Frachter John Harvey getroffen und versenkt. Ein Teil der Ladung lief ins Wasser, ein anderer Teil wurde durch die Explosionen und die Brände in der Luft verteilt. Da auf Grund der Geheimhaltung nur wenige Personen in Bari von der Existenz dieser Ladung wussten und diese allesamt durch das Gas getötet wurden, konnten die Verwundeten zunächst nicht richtig behandelt werden. Genaue Zahlen über die Opfer existieren nicht; es wird geschätzt, dass über 600 Soldaten und Angehörige der Handelsmarine verätzt wurden, wovon etwa 100 starben. Die Zahl der getöteten Zivilisten dürfte um die 1.000 betragen. Dieser Vorfall hätte beinahe eine weitere Eskalation des Krieges ausgelöst. Eine im Hafenbecken gefundene Gasbombe wurde aber noch rechtzeitig als amerikanisches Modell identifiziert, so dass Vergeltungsschläge mit Giftgas gegen die deutschen Truppen unterblieben.[35]
- Am 8. April 1945 griffen amerikanische Jagdbomber den Bahnhof Lossa (zwischen Sömmerda und Naumburg) an. Dabei wurden einige mit Tabun gefüllte Bomben beschädigt, die im Rahmen der Verlagerung eines Luftwaffen-Munitionslagers während ihres Transportes dort standen. Genaue Verluste sind nicht bekannt geworden.

Im nationalsozialistischen Deutschen Reich wurde im Dezember 1936 bei I.G. Farben im Werk Leverkusen durch den Chemiker Gerhard Schrader der Nervenkampfstoff Tabun entdeckt. Im Dezember 1939 synthetisierte er den in seiner Wirkung noch stärkeren Giftstoff Sarin. Ab Frühjahr 1942 produzierte die Anorgana GmbH im Auftrag der I.G. Farben in den KZ-Außenlagern Dyhernfurth I und II des KZ Groß-Rosen in Niederschlesien Tabun. 1944 entdeckte der Nobelpreisträger Richard Kuhn mit seinem Mitarbeiter, Konrad Henkel, den Kampfstoff Soman in einer vom Heereswaffenamt unterhaltenen Abteilung des Kaiser-Wilhelm-Instituts für medizinische Forschung in Heidelberg. Diese Nervengifte wurden aufgrund der Furcht vor einem Gegenschlag nicht eingesetzt. Da sie in gasförmiger Zubereitung – oft als Aerosol – eingesetzt werden sollten, werden diese Stoffe auch als Nervengase bezeichnet.
Deutschland hatte Ende der dreißiger Jahre als erste Nation die großtechnische (industrielle) Produktion von Nervenkampfstoffen entwickelt, war also als einzige Kriegspartei zur Herstellung von Nervenkampfstoffen im Kilogramm- und Tonnenbereich in der Lage. Dieser Umstand, gekoppelt mit der Verfügbarkeit modernster Trägersysteme wie der V-2, hätte die politische Führung in die Lage versetzt, einen strategischen Gaskrieg zu entfesseln, der unter Umständen von der Tragweite her ähnlich gravierend hätte sein können wie die Atombombenabwürfe auf Hiroshima und Nagasaki. Die verantwortliche Führung des deutschen Kampfgasentwicklungsprogramms verheimlichte Hitler gegenüber bewusst die tatsächlichen Möglichkeiten, denn eine Eskalation zum Gaskrieg wurde befürchtet, falls Hitler klar werden sollte, welche Wirkung beispielsweise ein mit Tabungefechtsköpfen bestückter V-2-Angriff auf London hätte haben können. Für den taktischen Einsatz waren bereits als Träger Werferwaffen (sog. Nebelwerfer) hergestellt und die entsprechenden Truppen (Nebeltruppe) geschult worden. Die oft geäußerte Vermutung, dass die Erfahrungen Hitlers im Ersten Weltkrieg ihn davon abgehalten haben sollen, chemische Kampfstoffe einsetzen zu lassen, entbehrt jeder Grundlage, da er selbst die Produktion dieser befahl und die Vorbereitungen für den Beginn eines Gaskrieges anordnete. Die Gründe dafür, dass die ab 1942 in großem Umfang produzierten Nervenkampfstoffe nicht zum Einsatz kamen, waren größtenteils logistischer (Rohstoffknappheit) und militärstrategischer Art. Ebenfalls von Bedeutung waren sowohl die deutsche Fehleinschätzung, die Alliierten würden ebenfalls über Nervenkampfstoffe verfügen, als auch die alliierte Androhung massiver Gegenschläge im Falle eines deutschen Ersteinsatzes chemischer Kampfstoffe. In einer Besprechung am 15. Mai 1943 im Führerhauptquartier hatte der Chemiker Otto Ambros erklärt, dass Tabun seit 1902 in der Literatur behandelt werde und Sarin sogar patentiert sei, und die Substanzen in den Patentschriften stünden. Daher sei er überzeugt, dass andere Länder diese Gase nicht nur rasch nachmachen können, sondern auch in weitaus größeren Mengen produzieren können.
In den Gaskammern der deutschen Vernichtungslager Auschwitz-Birkenau, Belzec, Sobibor, Mauthausen, Treblinka und Lublin-Majdanek wurden viele Opfer des Holocaust mit dem blausäurehaltigen Insektizid Zyklon B und in Gaswagen mit Motorabgasen (Kohlenstoffmonoxid) ermordet.

### Nach 1945

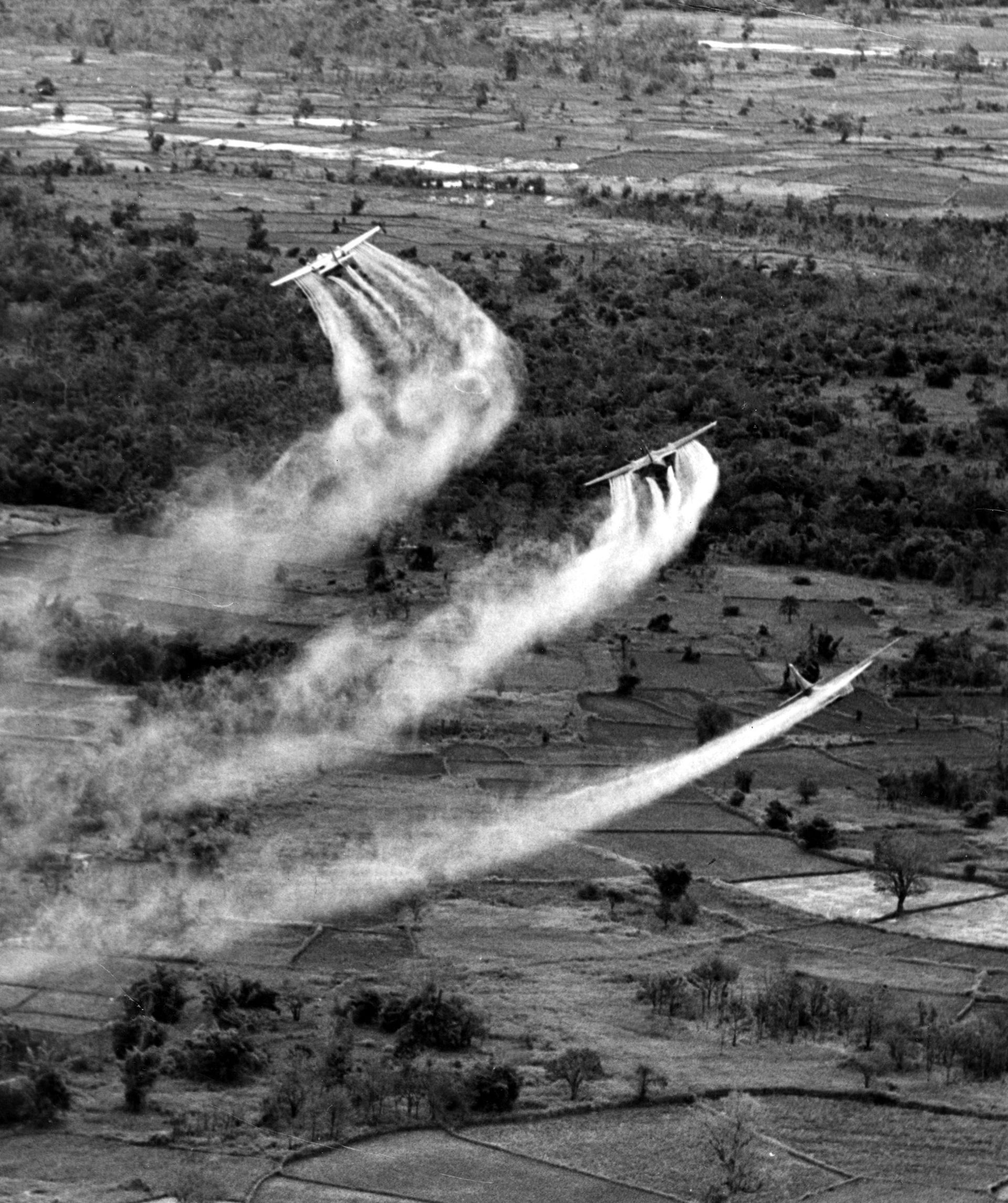
Ausbringen von Entlaubungsmitteln im Zuge der Operation Ranch Hand durch drei UC-123B während des Vietnamkrieges

Nach dem Zweiten Weltkrieg wurden umfangreiche deutsche Bestände – zwischen 30.000 und 40.000 Tonnen chemischer Waffen – in der Nord- und Ostsee in der von US-amerikanischen Streitkräften geleiteten Operation Davy Jones’ Locker mitsamt ihren Transportschiffen versenkt, so vor der norwegischen Hafenstadt Arendal 1946. Die Versenkung der Schiffe erfolgte durch Sprengung oder Beschuss durch Bordwaffen begleitender britischer Kriegsschiffe. 1955/56 wurden Restbestände, die von der Royal Air Force gebunkert worden waren, in der Operation Sandcastle nordwestlich von Irland im Atlantik versenkt, so auch die SS Kotka. Von 1944 bis 1970 wurden von Seiten der United States Army in 26 so genannten Versenkungszonen (dump zones) an der Ostküste der USA chemische Kampfstoffe versenkt, von denen aufgrund mangelnder oder unzureichender Dokumentation unklar ist, wo sie sich exakt befinden und welche Chemikalien in welcher Menge dort lagern.
Gesichert ist, dass Ägypten chemische Waffen im Jemen eingesetzt hat. Die Technologie dazu stammte aus der Sowjetunion, welche diese auch an andere mit ihr verbündete Staaten des Nahen Ostens – wie dem Irak – weitergegeben hatte.
Während anfangs von Frankreich und den USA noch konventionelle Brandbomben wie Napalm gegen die Nordvietnamesen und die FNL verwendet wurden, startete die Regierung Kennedy 1961 den systematischen Einsatz von Chemikalien gegen Nordvietnam. Die im Zuge der Operation Ranch Hand als Entlaubungsmittel eingesetzten Herbizide (vor allem Agent Orange) sollten dem Gegner die Deckung durch die Vegetation nehmen sowie seine Ernte vernichten. Agent Orange war mit 2,3,7,8-Tetrachlordibenzodioxin verunreinigt und verursachte dadurch schwere gesundheitliche Schäden unter der Bevölkerung und den Soldaten beider Seiten.
Erste Verhandlungen zu einem Chemiewaffenübereinkommen (CWÜ, auch Chemiewaffenkonvention genannt) begannen 1968 mit der Working Group on Chemical Weapons bei der Eighteen Nations Conference on Disarmament (ENCD) der UN in Genf, die seit 1962 bestand. 1969 nahm eine Conference of the Committee on Disarmament of the UN (CCD) ihre Tätigkeit auf. Der angebliche Einsatz von Sarin gegen eigene Kräfte (Deserteure) in der Operation Tailwind im September 1970 in Laos entpuppte sich als politisch motivierte Falschmeldung. 1975 gab es 30 Teilnehmerstaaten für ein CWÜ; darunter waren auch die Bundesrepublik und die DDR. 1976 fanden bilaterale Verhandlungen von USA und UdSSR statt. Die Verhandlungen wurden im selben Jahr unterbrochen. Erst 1979 einigten sich die USA und UdSSR weitgehend über die Grundstruktur des Vertrags und weitgehend auch über Verifikationsmaßnahmen; ungelöst blieb aber die Frage von Ad-hoc-Verdachtskontrollen vor Ort. 1979 gab es ein Committee on Disarmament of the United Nations (CD); es hatte 40 Teilnehmerstaaten. 1980 bildete sich ein Ad Hoc Committee on Chemical Weapons.
1981 beschuldigte der US-amerikanische Außenminister Alexander Haig die UdSSR und die von ihr unterstützte Vietnamesische Volksarmee, im Zweiten Laotischen Bürgerkrieg (1963–73) Mykotoxine eingesetzt zu haben, um Tausende von Hmong zu töten. Diese Vorwürfe konnten nicht bewiesen werden.
Ende der 1980er Jahre erkannte das US-Militär, dass die bisherigen, lange gelagerten Chemiewaffen bis spätestens 1990 zum Großteil zersetzt und damit militärisch unbrauchbar sein würden; daher unterschrieb Präsident Ronald Reagan 1987 ein Gesetz, um die alten chemischen Kampfstoffe zu zerstören und gegen neue, binäre Kampfstoffe zu ersetzen. Bei diesen wird nicht der endgültige und wirksame chemische Kampfstoff bereitgehalten, sondern verschiedene, stabilere und weniger korrosive Komponenten, die beim Einsatz der binären Waffen dann erst zum Wirkstoff reagieren.

### Chemiewaffenübereinkommen (1992/1997)
Nach dem Ende des Kalten Krieges um 1990 änderte sich die geostrategische Lage deutlich. Es kam zu zahlreichen Abrüstungsverhandlungen zwischen westlichen Staaten und Nachfolgestaaten der Sowjetunion. Chemische Waffen (oft lagerten sie in inzwischen rostigen Tanks) galten vielen inzwischen als Altlast.
Schon Ende der 1980er Jahre verkündete der sowjetische Präsident Michail Gorbatschow auf Chemiewaffen künftig zu verzichten und diese vernichten zu wollen und lud 1987 internationale Beobachter in bis dahin geheime Chemiewaffenlabore ein. Schon 1990 kam es zu einem bilateralen Abkommen mit den USA (Chemiewaffenabkommen) über die Vernichtung von Chemiewaffen.
Am 3. September 1992 wurde das CWÜ von den Mitgliedstaaten der Genfer Abrüstungskonferenz (UNCD) verabschiedet.
Seit 13. Januar 1993 kann es unterzeichnet werden. Eine Unterzeichnung erfolgte durch etwa 150 Staaten, darunter USA und Russland.
Deutschland hat die Konvention 1994 ratifiziert, Österreich und die Schweiz 1995.
Am 29. April 1997 trat das Chemiewaffenübereinkommen in Kraft. 1997 erfolgte die Ratifizierung auch durch die USA und Russland. Die ratifizierenden Staaten haben sich durch das CWÜ unter anderem dazu verpflichtet, bis zum Jahr 2012 sämtliche Chemiewaffen unter internationaler Aufsicht zu vernichten.
Stand Juni 2018 sind 193 Staaten der Konvention beigetreten.
Als jüngstes Ratifizierungsland ist Palästina der Konvention am 16. Juni 2018 beigetreten. Im Januar 1993 unterzeichnet, aber bis heute noch nicht ratifiziert wurde der Vertrag von Israel und Myanmar. Vier Staaten haben die Konvention bisher weder unterzeichnet noch ratifiziert: Ägypten, Angola, Nordkorea und Südsudan. Die Einhaltung des Abkommens wird durch die Organisation für das Verbot chemischer Waffen, OVCW (englisch Organisation for the Prohibition of Chemical Weapons, OPCW) überwacht. Die OVCW ist eine internationale Organisation mit Sitz in Den Haag.

### Erster Golfkrieg

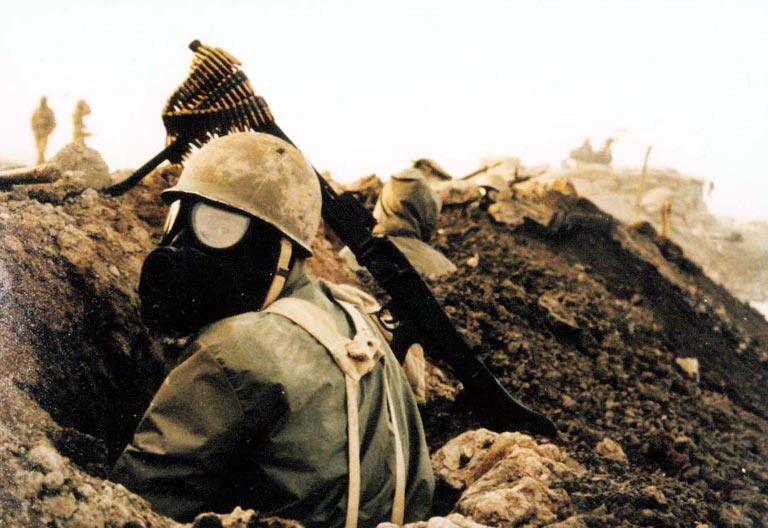
Iranischer Soldat mit Gasmaske

Schon zu Beginn des Ersten Golfkriegs setzte die irakische Armee auf Weisung Saddam Husseins chemische Waffen gegen den Iran ein. So warf die irakische Luftwaffe bereits 1980 speziell dafür entwickelte Kanister mit chemischen Kampfstoffen über iranischen Stellungen ab. Bekanntheit erlangte der Giftgasangriff auf die Fernverkehrsstraße am 9. August 1983 Rawanduz–Piranschahr.
Insgesamt wurden etwa 100.000 iranische Soldaten Opfer von Gasangriffen. Viele davon wurden durch Senfgas, das von einer mit deutscher Unterstützung gebauten Insektizid-Fabrik in Samarra in größerem Maße ab 1983 hergestellt wurde, verwundet. Etwa 20.000 davon wurden während des Einsatzes sofort hauptsächlich durch die Nervenkampfstoffe Tabun und VX getötet. Diese Zahlen schließen allerdings keine Zivilisten ein. Da Giftgas während der Kämpfe auch auf Stellungen und Posten abgeworfen wurde, die sich in oder um Dörfer befanden und deren Einwohner keine Möglichkeit hatten, sich gegen die Gase zu schützen, gab es auch unter der Zivilbevölkerung sehr viele Opfer. Außerdem wurden durch den Einsatz verschiedener Gase Gebiete mit gefährlichen chemischen Schadstoffen kontaminiert.
Der Irak setzte chemische Waffen auch gezielt ein, um Zivilisten zu töten. Tausende wurden bei Giftgasangriffen auf Dörfer, Städte und Frontkrankenhäuser getötet, so auch beim Giftgasangriff auf Sardasht vom 28. Juni 1987. Bekanntestes Beispiel ist der Giftgasangriff auf Halabdscha am 16. März 1988, bei dem etwa 5.000 irakische Kurden getötet und 7.000 bis 10.000 so schwer verletzt wurden, dass viele von ihnen später starben. Die irakischen Streitkräfte setzten mehrere verschiedene Gase gleichzeitig ein. Dazu gehören Nervenkampfstoffe wie Tabun, Sarin und möglicherweise VX, aber auch Senfgas und ein Cyanidkampfstoff.
Im Rahmen der Vorbereitung auf den Ersten und Zweiten Irakkrieg kam es zu Auseinandersetzungen zwischen den USA und Deutschland über die Herkunft der irakischen Chemiewaffentechnologie.

### Terrorismus
1995 kam es beim Terror-Anschlag der japanischen Aum-Sekte zur Freisetzung des Nervengifts Sarin in der U-Bahn von Tokyo. Es gab 13 Tote und 6.252 Verletzte. Ein früherer Anschlag der Sekte mit 7 Toten und 500 Verletzten wurde erst im Nachhinein bekannt.
Im Oktober 2002 verwendeten russische Sicherheitskräfte in Moskau vermutlich das Opioid Carfentanyl und das Anästhetikum Halothan in Form eines Aerosol-Gas-Gemischs, um Terroristen kampfunfähig zu machen, die während der Geiselnahme im Moskauer Dubrowka-Theater 800 Menschen gefangen hielten. Alle Geiselnehmer und über 129 Geiseln kamen ums Leben, die meisten aufgrund des Gases. Viele erlagen im Krankenhaus ihren Vergiftungen, wozu möglicherweise auch die fehlende Zusammenarbeit der Sicherheitskräfte mit den Ärzten beigetragen hat. Der Einsatz von Carfentanyl wurde offiziell nie bestätigt, möglicherweise im Hinblick auf die von Russland ratifizierte Chemiewaffenkonvention.
Während des Irakkrieges setzte eine Terrororganisation, bei der es sich Berichten zufolge um die al-Qaida handelte, chemische Waffen hauptsächlich gegen Zivilisten ein, aber auch gegen US-Soldaten und irakische Soldaten und Polizisten. Bei dem eingesetzten Gas handelte es sich um Chlorgas. Da die Anschläge alle unter freiem Himmel durchgeführt wurden, war die Zahl der Todesopfer meistens gering, die Zahl der Verletzten betrug jedoch oft mehrere hundert. Zu den am meisten wahrgenommenen Giftgasanschlägen im Irak zählen der Anschlag auf eine Polizeiwache am 6. April 2007 mit 27 Toten und der Anschlag auf einen Dorfmarkt in Abu Sayda am 15. Mai 2007 mit 45 Toten.

### Bürgerkrieg Syrien
Im Umland von Damaskus sind laut Chemiewaffeninspektoren der UNO in mehreren Dörfern Kampfmittel mit Sarin zum Einsatz gekommen. Der mögliche Einsatz von chemischen Waffen in drei weiteren Orten (Chan al-Asal und Scheich Maksud in der Provinz Aleppo sowie Sarakib, einer Kleinstadt nahe der Provinzhauptstadt Idlib,) soll untersucht werden.
Ein Untersuchungsbericht der Vereinten Nationen meldete im August 2016, man könne die Nutzung der weltweit geächteten Massenvernichtungswaffen in drei Fällen eindeutig belegen und zuordnen. In zwei Fällen habe die syrische Armee die Giftbomben abgeworfen, in einem Fall die Miliz Islamischer Staat (IS). Diese Fälle waren der Einsatz von Chlorgas und eventuell anderer giftiger Substanzen, die am 21. April 2014 und am 16. März 2015 in zwei Dörfern in der nordwestlichen Provinz Idlib aus Hubschraubern der syrischen Luftwaffe abgeworfen wurden. Die IS-Miliz verwendete am 21. August 2015 im Ort Marea nahe Aleppo Senfgas.

### Vernichtung
Nachdem die USA von allen Mitgliedsstaaten der Organisation für das Verbot von Chemiewaffen (OPCW) als Letzte ihre Bestände von Chemiewaffen bis zum Jahr 2023 vernichtet hatten, gab die OPCW bekannt, dass damit alle weltweit deklarierten chemischen Waffen irreversibel zerstört wurden. Vier Staaten, nämlich Nordkorea, Ägypten, Südsudan und Israel, machen keine Angaben über ihre Bestände, da sie nicht Teil der Konvention zum Verbot von Chemiewaffen sind.

### Russland
Im Juli 2025 gaben der Bundesnachrichtendienst zusammen mit den niederländischen Nachrichtendiensten MIVD und AIVD bekannt, dass Russland entgegen dem Chemiewaffenübereinkommen ein aktives Chemiewaffenprogramm betreibt. In dieses investiert Russland massiv, weitet die Forschung an Chemiewaffen aus und wirbt neue Wissenschaftler für das Programm an. Russland hat zudem seit 2022 im Ukrainekrieg den Lungenkampfstoff Chlorpikrin oder Tränengas in über 9000 Fällen eingesetzt. Bereits seit der Vergiftung von Sergei Skripal 2018 durch den russischen Militärgeheimdienst GRU im Vereinigten Königreich durch einen Nervenkampfstoff aus der Nowitschok-Gruppe war bekannt, dass Russland nicht, wie 2017 behauptet, seine Chemiewaffenbestände vollständig vernichtet hatte.

## Chemische Waffen

### Chemische Kampfmittel

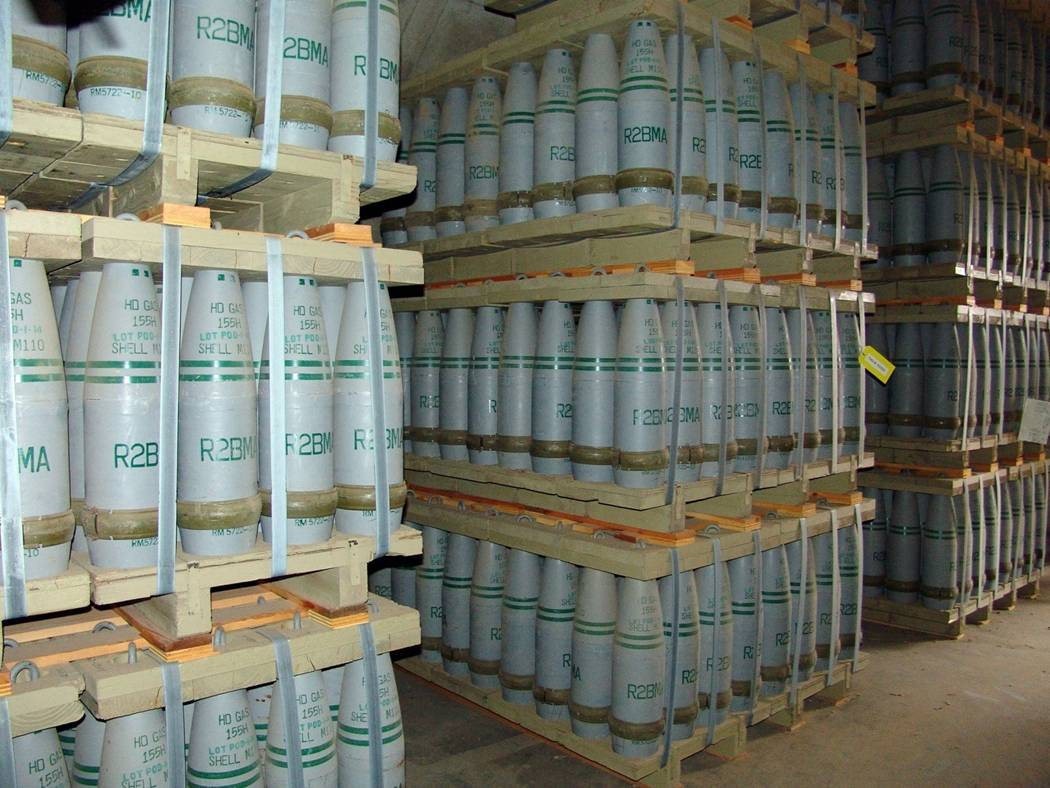
155-mm-Senfgasgranaten der US-Armee

Als chemische Kampfmittel bezeichnet man jede Art von Gegenständen (Munition, Schweltöpfe, aber auch im strengen Sinne z. B. einfache Flaschen), die es ermöglichen, einen chemischen Kampfstoff zu transportieren. Sie lassen sich nach ihrem Angriffsgebiet am menschlichen Körper beziehungsweise ihrer Wirkung einordnen. Eine Grenzziehung zwischen den einzelnen Gruppen ist dabei aber nicht immer eindeutig möglich. Auch ist bei manchen dieser Gruppen bereits die bloße Zuordnung zu den chemischen Kampfstoffen umstritten. Detaillierte Übersichtsarbeiten wurden von V. Pitschmann und von K. Ganesan u. a. vorgelegt.
Die chemischen Kampfmittel an sich werden in folgende Kategorien unterteilt:
- Chemische Kampfstoffe im klassischen Sinn: Lungenkampfstoffe, Blutkampfstoffe, Hautkampfstoffe, Nervenkampfstoffe, Psychokampfstoffe.
- Reizstoffe: Reizen die Augen oder die Atemwege. Ein Beispiel ist das CS-Gas, das von der Polizei und zur Selbstverteidigung eingesetzt wird. Reizstoffe unterscheiden sich von anderen Hautkampfstoffen durch ihre weniger starke Wirkung. In sehr hohen Dosen oder bei empfindlichen Personen (z. B. Asthmapatienten) können die so genannten „Tränengase“ ebenfalls zu Hautreizungen, Atemnot oder Augen- und Lungenschäden führen und in ausreichender Konzentration tödlich sein. Ein weiteres Beispiel sind sogenannte Maskenbrecher. Sie führen zu Übelkeit und sollten ihre Opfer dazu bringen, ihre Atemschutzmasken abzunehmen. Meist wurden diese Substanzen mit anderen chemischen Kampfstoffen in Kombination eingesetzt, um deren toxische Wirkung voll zum Einsatz zu bringen.
- Nebelkampfstoffe: Diese Stoffe erzeugen in der Luft dichte, undurchdringliche Nebelschwaden und sollen somit dem Gegner die Sicht nehmen. In diese Kategorie fallen z. B. Rauchgranaten.

### Chemische Kampfstoffe
Die chemischen Kampfstoffe im klassischen Sinn können erneut in verschiedene Kampfstoffklassen unterteilt werden, je nach Art und Ort ihrer Wirkung:
- Lungenkampfstoffe: Greifen direkt die Lunge an. Dadurch wird die Sauerstoffzufuhr des Körpers unterbrochen, was zum Tode führt. Darunter fallen zum Beispiel Chlor, Phosgen, Diphosgen (Perstoff) und Chlorpikrin.
- Blutkampfstoffe: Auch hier wird die Sauerstoffzufuhr des Körpers blockiert. Allerdings wird bei diesen Kampfstoffen die Zellatmung oder das Blut angegriffen, das den Sauerstoff zu den einzelnen Organen transportiert. Darunter fallen unter anderem Cyanwasserstoff, Arsenwasserstoff und Chlorcyan.

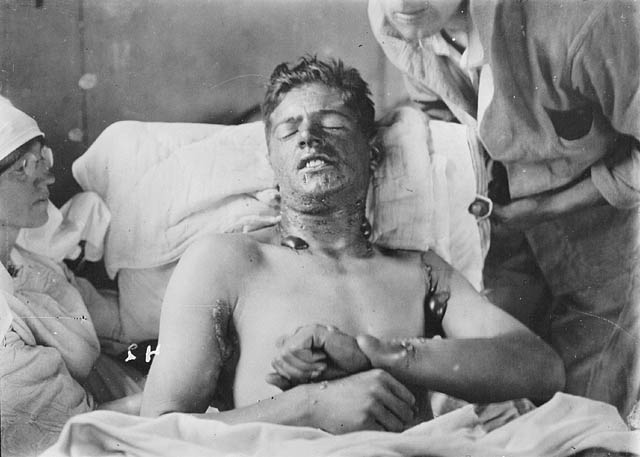
Kanadischer Soldat mit Senfgas-Verbrennung während des Ersten Weltkrieges

- Hautkampfstoffe: Hier wird die Haut des Körpers angegriffen. Dies kann tödlich sein, wenn die angegriffene Hautfläche groß genug ist. Hautkampfstoffe werden dazu eingesetzt, den Gegner kampfunfähig zu machen und ihn dabei nicht unbedingt zu töten. Darunter fallen u. a. Stickstofflost, Schwefellost (Senfgas), Lewisit und Phosgenoxim.
- Nervenkampfstoffe: Hier wird ein Enzym des Nervensystems des Menschen blockiert (Acetylcholinesterase), so dass wichtige Teile des Körpers (z. B. Zwerchfell) durch Dauerkontraktion gelähmt werden. Außerdem werden starke Muskelkrämpfe ausgelöst. Darunter fallen Diisopropylfluorphosphat (DFP), Sarin (GB), Tabun (GA), Soman (GD), Cyclosarin, VX und Nowitschok.
- Antimetabolite sind Gifte, die den Zellstoffwechsel behindern und tödliche Wirkungen hervorrufen können. Insbesondere die Fluoressigsäure sowie ihre Salze und Ester kommen als chemische Kampfstoffe in Betracht. Im zivilen Bereich wird ihr Natriumsalz in Form von Ködern zur Bekämpfung von Säugetieren eingesetzt.[67]
- Psychokampfstoffe: Hier wird die Psyche des Menschen angegriffen mit starken Rauschmitteln, um ihn vorübergehend kampfunfähig zu machen. Langzeitwirkungen und Spätfolgen sind jedoch nicht unerheblich. Darunter fallen u. a. Lysergsäurediethylamid (LSD) und 3-Chinuclidinylbenzilat (BZ).
- Augenkampfstoffe: Zu dieser Gruppe werden alle chemischen Substanzen gezählt, die Reizungen oder Verletzungen der Augen hervorrufen. Die Stoffe sind auch in hohen Dosen meistens nicht tödlich. Beispiele sind unter anderem Benzylbromid, Xylylbromid oder Chloraceton.
- Nasen- und Rachenkampfstoffe: Diese Kampfstoffe greifen die Schleimhäute der oberen Atemwege an. Dabei treten oft Reizungen der Haut und der Augen auf. Diese Stoffe sollen nicht töten, sondern den Gegner kampfunfähig machen und werden häufig mit anderen Kampfstoffen zusammen eingesetzt. Beispiele sind unter anderem Adamsit, Clark I (Diphenylarsinchlorid) oder Clark II (Diphenylarsincyanid). (Buntschießen)

Viele chemische Kampfstoffe werden bevorzugt als Binärkampfstoffe eingesetzt, etwa die Nervenkampfstoffe Sarin, Soman und VX. Dabei werden zwei oder mehr im Vergleich zum Endstoff relativ ungefährliche Substanzen voneinander getrennt in einem Geschoss gelagert. Der eigentliche Kampfstoff entsteht erst nach dem Abschuss meist durch einfaches Vermischen der Komponenten, teilweise unter Zuhilfenahme eines geeigneten Reaktionsbeschleunigers. Vorteile sind die relativ gefahrlose Lagerung und Handhabung, da die verwendeten Chemikalien meist weniger giftig sowie besser lagerfähig als die Kampfstoffe selbst sind, das heißt, es tritt keine oder nur geringe Zersetzung der Chemikalien oder Korrosion der Geschosse auf.

## Modernes Einsatzkonzept
Der Einsatz von chemischen Waffen erfolgt in der Regel massiv und überraschend um möglichen Schutzmaßnahmen zuvorzukommen. Ein Einsatz ist lohnend, wenn mit minimalem Aufwand große Verluste erzielt werden können, wenn der Einsatz militärische Operationen erleichtert oder beschleunigt und wenn mangelnde Ausbildung und Schutzausrüstung einen Einsatz wirkungsvoll machen. So ist auch ein Einsatz als Terrorwaffe gegen zivile Infrastruktur denkbar. Der Einsatz von chemischen Waffen soll im Zielgebiet Verluste von mindestens 30–50 % verursachen, kritische Funktionen verlangsamen oder verunmöglichen und/oder die Nutzung von Gelände und Einrichtungen wie Flughäfen oder Seehäfen als verkehrstechnische Einrichtungen längerfristig unmöglich machen, ohne diese wie bei atomaren Einsatzmitteln zu zerstören. Eine Entgiftung ist aufwendig und zeitintensiv.
Im Gegensatz zu den frühen Kampfstoffen, die gasförmig waren, werden heute überwiegend flüssige Kampfstoffe (selten auch Feststoffe) verwendet. Diese werden als Aerosol eingesetzt. Man unterscheidet hierbei nach der Tropfengröße zwischen den zwei Einsatzarten flüchtig und sesshaft, je nach gewünschter Dauer der Sperrung von Gelände oder Einrichtungen.

### Einsatz flüchtig
Beim flüchtigen Einsatz werden sehr kleine Tropfen verwendet, die größtenteils augenblicklich verdampfen, so dass sehr schnell eine hohe Konzentration des Kampfstoffes wirksam werden kann (50 % als Dampf und 50 % als Feinaerosol). Dabei besteht die Gefahr der Kampfstoffausbreitung in der Windrichtung. Generell wird der flüchtige Einsatz zur Unterstützung von militärischen Operationen eingesetzt, was aber einen Einsatz gegen die Zivilbevölkerung nicht ausschließt. Die Belegungsdichte wird so gewählt, dass ein Atemzug in den meisten Fällen tödliche Mengen des Kampfstoffes enthält. Durch die rasche Verdampfung sollte das Gebiet nach maximal vier Stunden wieder ohne Schutzausrüstung passierbar sein. Ziel des Angriffes ist es, den Gegner im angegriffenen Gebiet stark zu schwächen, um das Durchbrechen feindlicher Linien zu erleichtern, jedoch ohne die eigenen Truppen durch Schutzanzüge zu behindern. Am besten für einen flüchtigen Einsatz geeignet sind die Kampfstoffe Sarin, Soman und Tabun (zusammengefasst unter dem Begriff G-Stoffe oder Trilone) sowie Blausäure. Letztere stellt eine Ausnahme dar, da sie äußerst leichtflüchtig und schon nach wenigen Minuten nicht mehr nachzuweisen ist (maximal 15 Minuten); man spricht hierbei von einem superflüchtigen Kampfstoff. Allerdings erfordert Blausäure einen sehr großen Munitionsaufwand, um die nötige Kampfstoffkonzentration im Zielgebiet zu erreichen. Wahrscheinlichste Einsatzmittel für den flüchtigen Einsatz sind Mehrfachraketenwerfer, Fliegerbomben und Streubomben, da diese eine sehr hohe Belegungsdichte ermöglichen.

### Einsatz sesshaft
Beim sesshaften Einsatz werden vergleichsweise große Tropfen (0,1 mm bis 1 mm Durchmesser) eingesetzt. Aufgrund der Größe fallen die Tropfen schneller, die Dampfkonzentration ist wesentlich geringer (20 % Dampf, 80 % Tropfen), und ein Großteil des Kampfstoffes erreicht den Boden, wo er je nach Art des Kampfstoffes und der Witterung bis zu mehreren Wochen verbleiben kann. Ziel des Angriffes ist nicht die unmittelbare Vernichtung des Feindes, sondern die Einschränkung seiner Handlungsfreiheit. Schutz- und Dekontaminationsmaßnahmen kosten Zeit, kontaminiertes Gebiet ist nur mühsam zu durchqueren, und die Moral der Truppe leidet erheblich. Des Weiteren müssen kontaminierte Truppenteile evakuiert und ersetzt werden, bevor die Schutzanzüge gesättigt sind (normalerweise nach spätestens 12 Stunden). Die wahrscheinlichsten Ziele sind gegnerische Flankenstellungen (um deren Gegenangriff zu erschweren oder zu verhindern), Artilleriestellungen (Ausschalten der Feuerunterstützung), Kommandostände, taktische Reserven und Nachschubwege. Am besten für diese Einsatzart geeignet sind Loste (Senfgas/Yperit) und V-Stoffe (namentlich VX). Die möglichen Einsatzmittel sind vielfältig, da nicht auf die Belegungsdichte geachtet werden muss (Artillerie, Bomben, Kampfflugzeuge, Raketen, Marschflugkörper etc.). Eine Sonderform des sesshaften Einsatzes ist der Einsatz verdickter Kampfstoffe: Dem Kampfstoff werden hierbei Verdickungsmittel beigemischt, um dessen Viskosität und damit die Tropfengröße weiter zu erhöhen. Die Kampfstoffe erhalten dadurch eine honig- bis gummiartige Konsistenz. Dies führt wiederum zu einer geringeren Verdunstungsrate und damit größerer Sesshaftigkeit. Solche Kampfstoffe haben eine große Haftwirkung und können nur langsam in poröse Materialien eindringen. An geeigneten Stellen können verdickte Kampfstoffe wochenlang wirksam bleiben. Des Weiteren wird die Dekontamination stark erschwert. Hauptziele sind z. B. Flugplätze, um deren Benutzung langfristig zu unterbinden.

### Einsatzmittel
Obwohl die Vereinigten Staaten sowie Russland ihre Bestände an chemischen Waffen vernichtet haben sollen, sind die Technologien zum Ausbringen von Kampfstoffen weltweit bekannt und zum Teil auch verfügbar. Für chemische Kampfstoffe sind keine besondere Einsatzmittel nötig; es können Artilleriegeschütze, Raketenwerfer, ballistische Raketen, Lenkwaffen und Flugzeuge verwendet werden. Das Abblasen von chemischen Kampfstoffen aus Druckflaschen wie im Ersten Weltkrieg gilt heute als obsolet.

#### Artilleriegeschütze
Seit dem Ersten Weltkrieg werden Mörser und Artilleriegeschütze als Einsatzmittel für chemische Kampfstoffe verwendet. Moderne Artilleriegeschütze erreichen bei einer Kadenz von 3–6 Schuss/Minute Schussdistanzen von 30–40 km. Mit Artilleriegeschützen kann zudem ein rascher Zielwechsel mit einer hohen Treffergenauigkeit erfolgen. Weiter können mit der Artillerie sowohl Einzel- wie auch Flächenziele bekämpft werden. In Abhängigkeit zum verwendeten Kaliber fasst ein Artilleriegeschoss 2–5 kg Kampfstoff. So war z. B. das 155 mm NATO-Geschoss M122 mit 2,9 kg Sarin befüllt.

#### Mehrfachraketenwerfer
Mehrfachraketenwerfer eignen sich besonders gut als Einsatzmittel für chemische Kampfstoffe. Mit ihnen wird im Zielgebiet innerhalb kurzer Zeit eine sehr hohe Belegungsdichte mit einer hohen Kampfstoffkonzentration erzielt. Moderne Mehrfachraketenwerfer erreichen bei einer Kadenz von 30–50 Schuss/Minute Schussdistanzen von 20–70 km. In Abhängigkeit zum verwendeten Kaliber fasst eine Artillerierakete 2–25 kg Kampfstoff. So war z. B. der 9N519-Sprengkopf der 220 mm Rakete 9M27 für den sowjetischen Mehrfachraketenwerfer 9P140 Uragan mit 20 kg Soman befüllt. Eine Batterie mit vier Uragan-Werfern deckt mit insgesamt 64 Raketen eine Zielfläche von 650 × 650 m ein. Auf dieser Fläche werden so innerhalb von rund 20 Sekunden 1280 kg Nervenkampfstoff freigesetzt.

#### Ballistische Raketen
Ballistische Raketen eignen sich zur Bekämpfung von Zielen weit hinter der Frontlinie wie z. B. Flugplätze, Nachschubdepots, Flugabwehrstellungen sowie militärische und zivile Infrastruktur. Solche Ziele werden mit Kurz- und Mittelstreckenraketen mit einer Reichweite von 50–1000 km bekämpft. Vorzugsweise erfolgt der Einsatz mit sesshaften Kampfstoffen, um die Zielgebiete für längere Zeit (Tage bis Wochen) zu verseuchen. Um den chemischen Kampfstoff effektiv im Zielgebiet zu verteilen, erfolgt die Detonation des Raketengefechtskopfes in der Regel durch Luftzündung einige 100 m über Zielgebiet. So werden aus dem flüssigen Kampfstoff Tropfen und Aerosole gebildet, welche sich in Abhängigkeit von Windgeschwindigkeit  und -richtung über dem Zielgebiet verteilten. Die sowjetische Kurzstreckenrakete 9K72 Elbrus (NATO-Codename: SS-1c Scud-B) konnte einen Gefechtskopf mit 555 kg verdicktem VX über eine Distanz von 300 km ins Ziel bringen; durch Luftzündung verteilte sich der flüssige Kampfstoff über ein Gebiet von 0,6 × 4,0 km.
Weiter eignen sich ballistische Raketen auch zur Beladung mit Streumunition. Zum Beispiel konnte die US-amerikanische Kurzstreckenrakete MGM-52 Lance mit dem E27-Gefechtskopf für chemische Streumunition bestückt werden. Dieser Gefechtskopf fasste 1137 M139-Bomblets mit je 0,58 kg Sarin. Die Bomblets wurden in einer vorselektierten Höhe über dem Ziel ausgestoßen und gingen daraufhin in einem kreisförmigen Gebiet mit einem Radius von 200–250 m nieder.

#### Kampfflugzeuge
Kampfflugzeuge eignen sich besonders für massive und überraschende Angriffe mit chemischen Kampfstoffen. Kampfflugzeuge können diese in einem Radius von mehreren 100 km, mit hoher Geschwindigkeit in verschiedenen Flughöhen zum Einsatz bringen. Die mitgeführte Kampfstoffmenge steht in Abhängigkeit zur Beladung des Kampfflugzeuges. Die Kampfstoffe können mit Fliegerbomben, Streubomben, Raketen oder durch versprühen ins Ziel gebracht werden.
Fliegerbomben mit chemischen Kampfstoffen sind sehr flexibel einsetzbar; sie können sowohl aus großer Höhe wie auch aus dem Tiefflug abgeworfen werden. Chemische Kampfstoffe können ebenso in Splitterbomben gefüllt werden, was zu einer kombinierten Wirkungsweise führt. Ein solches Beispiel stellt die sowjetische Fliegerbombe ChAB-500 (9A1-483) dar: Bei einem Gesamtgewicht von rund 300 kg enthielt diese Bombe 175 kg der Kampfstoffmischung HL (russische Bezeichnung RK-7), welche aus Schwefellost und Lewisit bestand. Bei der Detonation erzeugte sie neben dem Kampfstoffaerosol auch eine große Anzahl Stahlsplitter, welche mit hoher Energie freisetzt wurden. Kampfstofftanks, z. B. Abwurfbehälter, wie sie auch für Napalm verwendet werden, können ebenso mit chemischen Kampfstoffen befüllt werden. Diese Tanks zerplatzen beim Aufschlag auf der Erdoberfläche und der Kampfstoff wird verspritzt. Gegenüber Fliegerbomben mit einer Spreng- oder Zerlegladung wird in diesem Fall der Kampfstoff nur wenig verteilt (kein Aerosol, wenige Tropfen), und die Wirkung beschränkt sich auf ein sehr kleines Gebiet. Solche Kampfstofftanks setzte der Irak während des Ersten Golfkriegs ein.
Streubomben und Streumunitionsbehälter eignen sich zum Ausbringen von chemischen Kampfstoffen aus mittlerer Flughöhe wie aus dem Tiefflug. Mit Streumunition wird in einem großen Zielgebiet innerhalb kurzer Zeit eine sehr hohe Belegungsdichte mit einer hohen Kampfstoffkonzentration erzielt. Die United States Air Force hatte in den 1970er-Jahren den Streumunitionsbehälter CBU-15 im Bestand. Bei einem Gesamtgewicht von rund 340 kg war dieser mit 40 BLU-19-Bomblets beladen, die je 1,8 kg Sarin enthielten. Die Bomblets konnten sowohl im Reihenwurf oder auch alle zeitgleich abgeworfen werden. Die F-4 Phantom II konnte z. B. vier CBU-15-Behälter transportieren.
Sprühtanks für chemische Kampfstoffe eignen sich zum Ausbringen von chemischen Kampfstoffen aus mittlerer Flughöhe wie aus dem Tiefflug. Der flüssige Kampfstoff wird so primär als Aerosol über ein großes Gebiet verteilt. Die Sowjetunion hatte unter anderem den Sprühtank WAP-1000 (BATT) im Bestand, welcher 700 kg Cyanwasserstoff fasste. Dagegen besaßen die USA den Sprühtank TMU-28, welcher mit 595 kg VX befüllt war. Beide Sprühtanks konnten im Tiefflug und bei hoher Geschwindigkeit eingesetzt werden. Sprüheinsätze von Kampfstoffen in Form von Agrarflugzeugen sowie das Abregnen aus großer Flughöhe gelten heute als überholt.

#### Marschflugkörper
Während des Kalten Krieges wurden Gefechtsköpfe für Marschflugkörper zum Ausbringen von Kampfstoffen entwickelt. Die Sowjetunion hatte z. B. für den Marschflugkörper P-5 Pjatjorka den Tuman-1-Gefechtskopf entwickelt. Dieser war mit Soman (russische Bezeichnung R-55) und später VX (russische Bezeichnung R-33) beladen. Der Gefechtskopf wurden über dem Zielgebiet durch eine Zerlegladung aktiviert. Durch die Detonation und den Luftstrom wurde aus dem flüssigen Kampfstoff ein Aerosol gebildet, das sich über eine Fläche von bis zu 300 Hektar verteilte und diese mit einer Konzentration von rund 30 mg/m² vergiften sollte.

#### Antipersonenminen
Antipersonenminen mit chemischen Kampfstoffen werden zum anhaltenden Sperren von Geländeabschnitten, auf dem Rückzug sowie bei Verzögerungsgefechten eingesetzt. Während des Kalten Krieges hatten sowohl die Sowjetunion wie auch die Vereinigten Staaten Antipersonenminen mit chemischen Kampfstoffen in ihren Arsenalen. Die Sowjetunion hatte unter anderem die Kampfstoffmine ChF-2 mit der Kampfstoffmischung HL (Schwefellost und Lewisit) im Bestand. In den Vereinigten Staaten war dies die Mine M23. Diese wog 10,3 kg und hatte eine 0,37 kg wiegende Sprengstoffladung. Als Kampfstoff wurden 4,8 kg VX verwendet.

### Einfluss von Landform, Wetter und Vegetation
Die Landform, das Wetter sowie die Vegetation haben einen entscheidenden Einfluss auf Ausbreitung, Wirksamkeit und Wirkungsdauer von chemischen Kampfstoffen.

#### Landform und Vegetation
Berg- und Talwind-Zirkulationen sowie das Land-See-Windsystem können die Ausbreitung von Kampfstoffwolken beeinflussen. In Senken und Tälern können sich Kampstoffwolken ansammeln und ihre Wirksamkeit länger beibehalten. Weiters beeinflusst auch die Vegetation die Wirkungsweise und -dauer von chemischen Kampfstoffen: Gelände mit niedriger Vegetation (Weide, Gras) kann nach einem Einsatz flüchtig, in der Regel nach 12–24 Stunden ohne große Gefahr wieder betreten werden; bei hoher und üppiger Vegetation (Felder, Hecken, Unterholz) bleiben chemische Kampfstoffe wesentlich länger wirksam. Auch in Wäldern und in überbauten Gebieten (Dörfer, Städte) behalten chemische Kampfstoffe wesentlich länger ihre Wirksamkeit bei.

#### Wetter
Temperatur, Wind und Sonnenstrahlung haben entscheidenden Einfluss auf Ausbreitung, Wirksamkeit und Wirkungsdauer von chemischen Kampfstoffen. Bei hohen Temperaturen verdampft insbesondere der sesshaft eingesetzte Kampfstoff rascher. So tendierten die während des Ersten Golfkriegs eingesetzten Lost-Kampfstoffe bei den dortigen hohen Temperaturen zum raschen Verdampfen. Diese vermehrten Dämpfe führten entsprechend bei den Opfern zu einer überaus starken Schädigung der Hautoberflächen sowie der Atemwege. Dagegen können sehr tiefe Temperaturen zu einem Verfestigen des flüssigen Kampfstoffes führen. Hohe Windgeschwindigkeiten verdünnen die Kampfstoffwolke schneller, niedrige Windgeschwindigkeiten verteilen den Kampfstoff hingegen zu wenig und zu langsam. Ideal ist eine Windgeschwindigkeit von 5–20 km/h. Durch Sonneneinstrahlung können Aufwinde entstehen, die eine Kampfstoffwolke zu rasch verdünnen. Dagegen können bei geringer oder fehlender Sonneneinstrahlung nur schwache Aufwinde entstehen, was die Wirksamkeit einer Kampfstoffwolke verbessert. Regen kann flüssigen Kampfstoff in den Boden schwemmen, wobei der Kampfstoff weiterhin wirksam bleibt. Die idealen Verhältnisse für den Einsatz von chemischen Kampfstoffen in Mitteleuropa herrschen während klaren Nächten, kurz vor Sonnenuntergang oder kurz vor Sonnenaufgang.

## Internationale Ächtung
Seit 1997 sind chemische Waffen durch die Chemiewaffenkonvention international offiziell geächtet; auch die Entwicklung, Herstellung und Lagerung sind verboten.

## Vernichtung

### Albanien

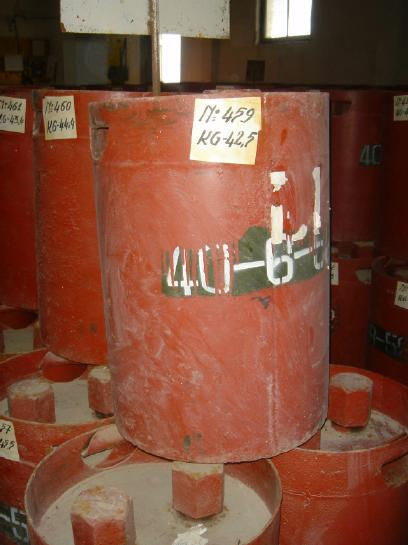
Ein sowjetischer Chemiewaffenkanister aus albanischen Beständen, 2006

Mitte Juli 2007 wurde mitgeteilt, dass Albanien als weltweit erster Staat seine sämtlichen Bestände an chemischen Waffen nachweislich vernichtet hat. Die Finanzierung des Projektes erfolgte mit insgesamt 48 Millionen US-Dollar. Die Vernichtung der Kampfstoffe Schwefellost, Lewisit, Adamsit und Chloracetophenon dauerte von Februar bis Juli 2007.

### Deutschland
In Deutschland wurden chemische Kampfstoffe im Zweiten Weltkrieg unter anderem bei der Firma ORGACID in Ammendorf und in beiden Weltkriegen in Munster hergestellt. Nach Ende des Krieges verblieben beträchtliche Mengen an Waffen in den Produktionsstätten. Sie wurden von den Alliierten beschlagnahmt und während der Operation Davy Jones’ Locker auf diverse Schiffe geladen, die dann im Skagerrak versenkt wurden. Aus heutiger Sicht wäre dies eine Umweltstraftat, war aber damals erlaubt.
Danach war an den ehemaligen Produktionsstandorten nur noch verseuchter Boden übrig, der in zwei Entsorgungsanlagen der Gesellschaft zur Entsorgung von chemischen Kampfstoffen und Rüstungsaltlasten mbH (GEKA) kontrolliert vernichtet wird. In den Anlagen der bundeseigenen Gesellschaft wird kontaminierter Boden zuerst „gewaschen“, um die hochkontaminierten Bereiche abzutrennen. Diese werden mit Kalk vermischt und in einer Plasmaanlage bei 1350 bis 1550 °C im Lichtbogen geschmolzen. Es entsteht dabei nach dem Abkühlen glasartige Schlacke, in der nichtbrennbare Stoffe gebunden sind sowie Verbrennungsgase. Mit Chemikalien befüllte Munition wird vorher in einem so genannten Sprengofen gesprengt. In beiden Fällen werden die Gase ausgewaschen und anschließend die Salze ausgefällt. Heute besitzt Deutschland nur noch Kampfstoffmunition, die nach dem Krieg in diverse Müllkippen, wie zum Beispiel dem Dethlinger Teich, entsorgt wurden.

### Russland
Russland übernahm von der ehemaligen Sowjetunion rund 40.000 Tonnen Chemiewaffen. Die erste C-Waffen-Vernichtungsanlage wurde im Dezember 2002 in der Kleinstadt Gorny im Gebiet Saratow am Mittellauf der Wolga gebaut. Außerhalb von Potschep, im Gebiet Brjansk, lagern abgefüllt in über 67.000 Fliegerbomben rund 7.500 t der Nervenkampfstoffe VX, Sarin und Soman. Im April 2006 wurde die zweite russische Anlage zur Vernichtung von Chemiewaffen in Kambarka, Republik Udmurtien in Betrieb genommen. In der Anlage, die mit deutscher Hilfe finanziert wurde, wurden 6350 t arsenhaltiger Hautkampfstoff beseitigt, deren Vernichtungskosten über 270 Millionen Euro betrugen. Deutschland trug davon 90 Millionen Euro. In einem ersten Schritt wurden die Kampfstoffe von russischer Seite waffenuntauglich gemacht und ab 2009 eine Anlage mit Hochturbulenzreaktoren zur thermischen Entsorgung der Kampfstoffe in Betrieb genommen.
Die etwa 400 km östlich von Moskau gelegene Stadt Dserschinsk wurde 2006, 2007 und 2013 vom amerikanischen Blacksmith Institute zu einem der zehn am stärksten verseuchten Orte der Welt „nominiert“. Wasser und Böden sind hier hochgradig mit Chemikalien aus der Zeit der Chemiewaffenproduktion im Kalten Krieg verseucht, da neben Leckagen und anderen Unfällen in den Jahren 1930 bis 1998 etwa 300.000 Tonnen chemischer Abfälle unsachgemäß entsorgt wurden. Über laufende Sanierungsmaßnahmen ist bislang nichts bekannt.
Im September 2017 behauptete Russland, den letzten chemischen Sprengkopf in der Entsorgungsanlage Kisner in Udmurtien vernichtet zu haben. Die Organisation für das Verbot chemischer Waffen bestätigte damals die Vernichtung aller russischen Chemiewaffen und gratulierte Russland, das somit chemiewaffenfrei sei. Der russische Präsident Wladimir Putin beobachtete den Vorgang per Videozuschaltung und forderte nun auch die USA auf, das Abkommen zu achten und die amerikanischen Chemiewaffen ebenfalls rasch zu vernichten.

### Vereinigte Staaten

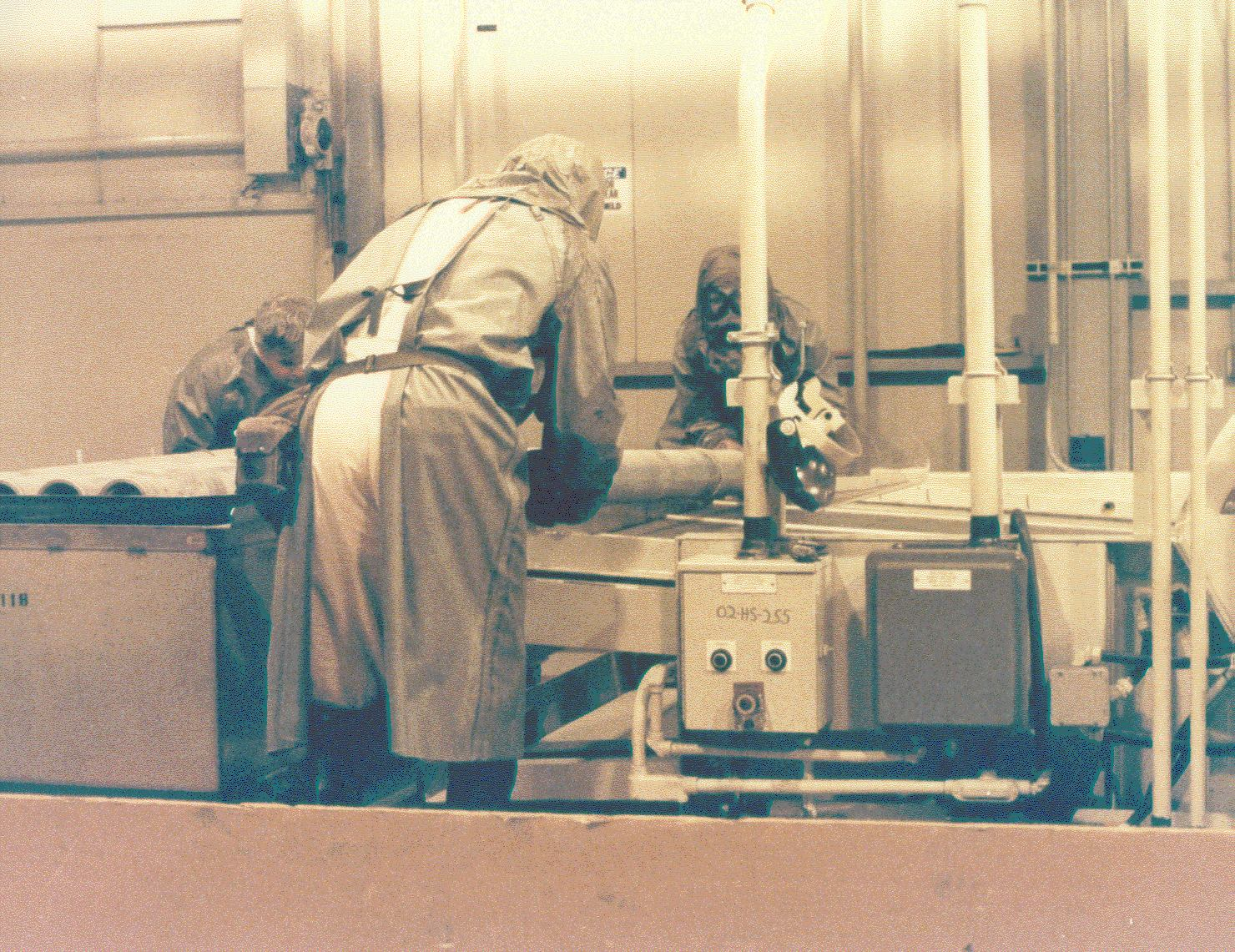
Vernichtung einer mit Sarin, einem Nervenkampfstoff, gefüllten Rakete im Johnston Atoll Chemical Agent Disposal System (kurz JACADS)

Die USA nutzten ab Ende der 1980er Jahre bis Ende der 1990er Jahre eine Anlage für die Vernichtung von chemischen Kampfstoffen auf dem Johnston-Atoll im Pazifik.
Die Vernichtung von 90 % der C-Waffen der USA (31.000 Tonnen waren insgesamt deklariert worden) in den letzten zwei Jahrzehnten durch Verbrennung hat 35 Milliarden US-Dollar gekostet, nach anderen Angaben 28 Milliarden Dollar.
Die Reste des US-Chemiewaffenarsenals befanden sich in zwei Armeelagern in den Bundesstaaten Colorado und Kentucky. Die vollständige Vernichtung aller chemischen Kampfstoffe in den USA wurde 2023 abgeschlossen.

### Syrien
Russland schlug im September 2013 vor, Syrien möge seine Chemiewaffen unter westlicher Aufsicht zerstören. Die USA, die zuerst mit einem militärischen Schlag gedroht hatten, setzten dann auf eine diplomatische Lösung. Syrien hat nunmehr am 14. September 2013 den Beitritt zur OPCW ratifiziert, welcher 30 Tage später vertragsgemäß in Kraft trat. Alle Anlagen zur Produktion der Waffen und zum Abfüllen von Munition sollen nach Angaben der OPCW unmittelbar danach zerstört worden sein. 600 Tonnen Chemikalien wurden dabei auf dem US-Spezialschiff MV Cape Ray (T-AKR-9679) auf dem Mittelmeer neutralisiert. Die neutralisierten Chemikalien wurden in Deutschland und Finnland entsorgt. In Deutschland erfolgte die Verbrennung 340 t Hydrolysats und 30 t sonstiger kontaminierter Abfälle ab September 2014 bei der GEKA.

## Chemikalien-Lieferungen für Waffenproduktion?
Die britische Boulevard-Zeitung Daily Mail behauptete am 7. September 2013, dass von 2004 bis 2010 die britische Regierung fünfmal zwei britischen Firmen die Lieferung der Chemikalie Natriumfluorid bewilligt habe, die zur Synthese von fluorhaltigem Sarin verwendet werden kann.
Auf Anfrage der Fraktion Die Linke gab die deutsche Regierung am 18. September 2013 bekannt, dass zwischen 2002 und 2006 insgesamt 137 Tonnen Fluorwasserstoff, Ammoniumhydrogendifluorid, Natriumfluorid sowie Zubereitungen mit Kalium- und Natriumcyanid nach Syrien exportiert worden sind. Syrien hat eine geplante Verwendung dieser Dual-Use-Güter für zivile Zwecke plausibel dargestellt. Die Ausfuhrgenehmigung sei erst nach „sorgfältiger Prüfung aller eventueller Risiken, einschließlich von Missbrauchs- und Umleitungsgefahren im Hinblick auf mögliche Verwendungen in Zusammenhang mit Chemiewaffen“ erteilt worden, so das Wirtschaftsministerium.

## Stellungnahme der Gesellschaft Deutscher Chemiker 2022
Die Gesellschaft Deutscher Chemiker veröffentlichte 2022 eine umfangreiche Stellungnahme zum Thema Chemische Kampfstoffe.